# Liste des clochers-murs des Pyrénées-Orientales
Cet article recense les édifices religieux des Pyrénées-Orientales, en France, munis d'un clocher-mur.

## Liste
- Alénya
- Banyuls-sur-Mer
- Boule-d'Amont
- Brouilla
- Calmeilles
- Canohès
- Casefabre
- Céret
- Collioure
- Château-Roussillon
- Eus
- Jujols
- Formiguères
- Fourques
- Laroque-des-Albères
- Laroque-des-Albères
- L'Albère
- Les Cluses
- Llauro
- Llupia
- Maureillas
- Ortaffa
- Planès
- Pollestres
- Prunet-et-Belpuig La Trinitat
- Reynès
- Saint-André
- Saint-Jean-Lasseille
- Saint-Jean-Pla-de-Corts
- Saint-Nazaire
- Sorède
- Sorède
- Trouillas
- Villelongue
- Villeneuve-de-la-Raho
- Vingrau
- Vivès

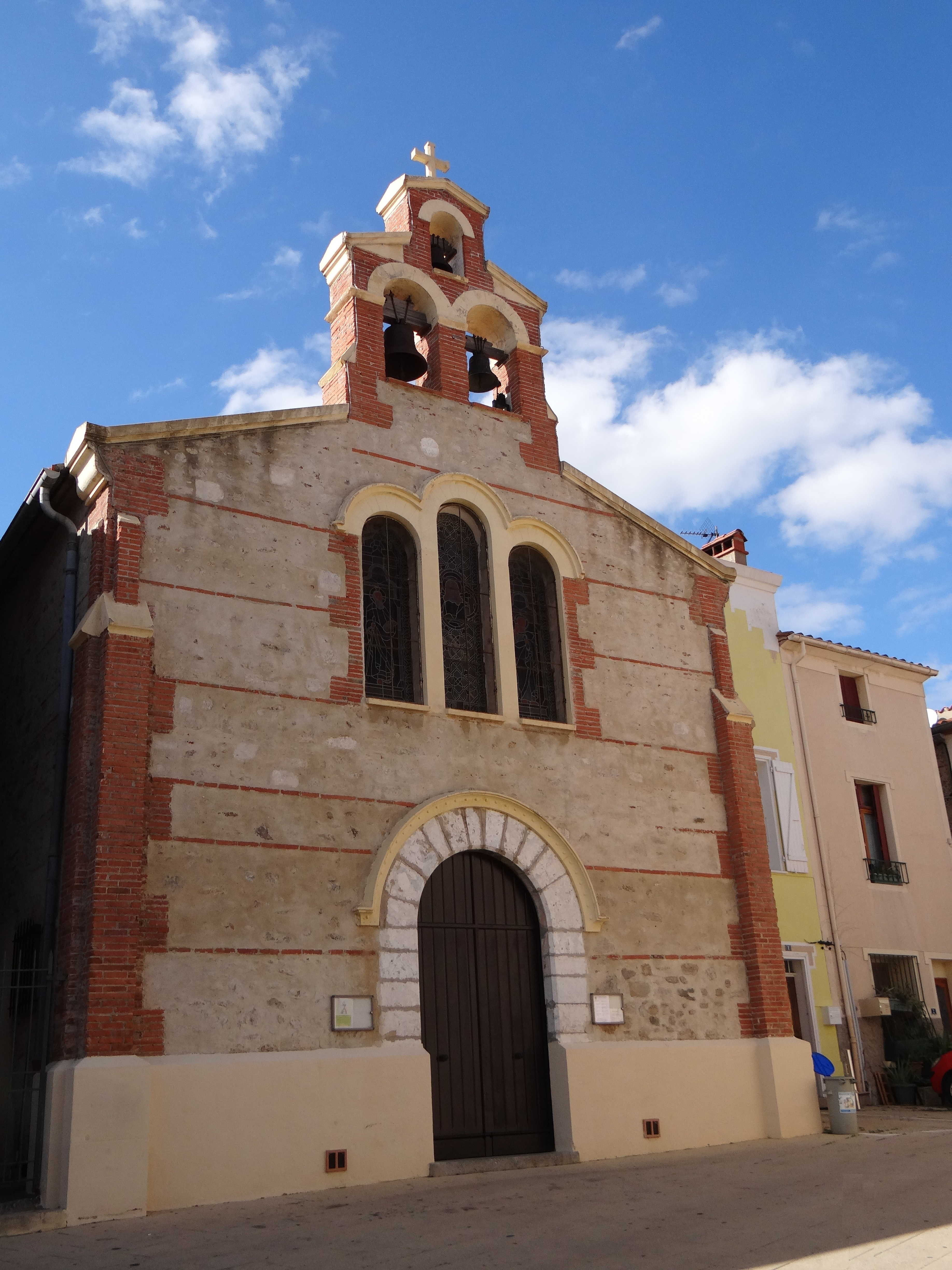
Alénya
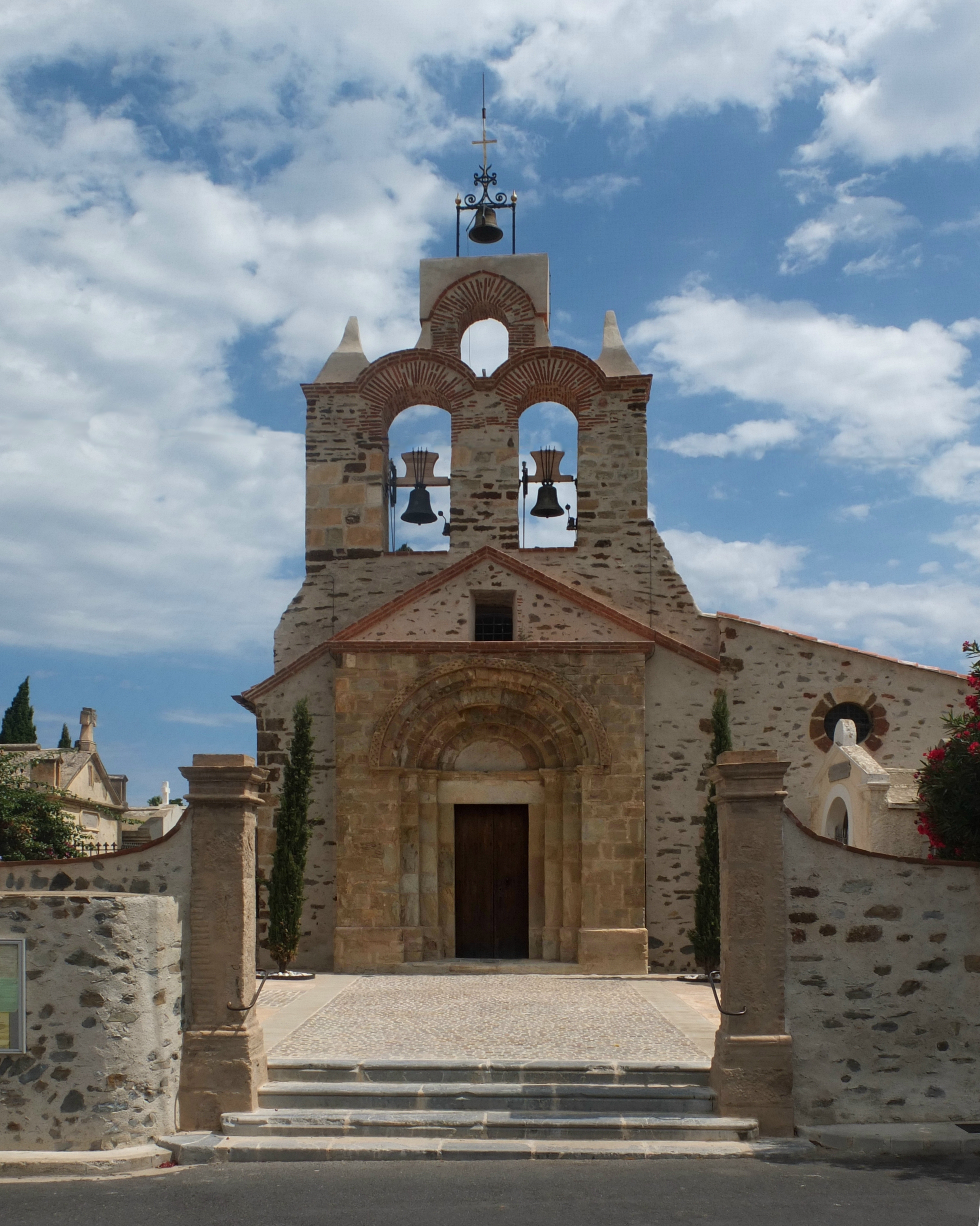
Banyuls-sur-Mer
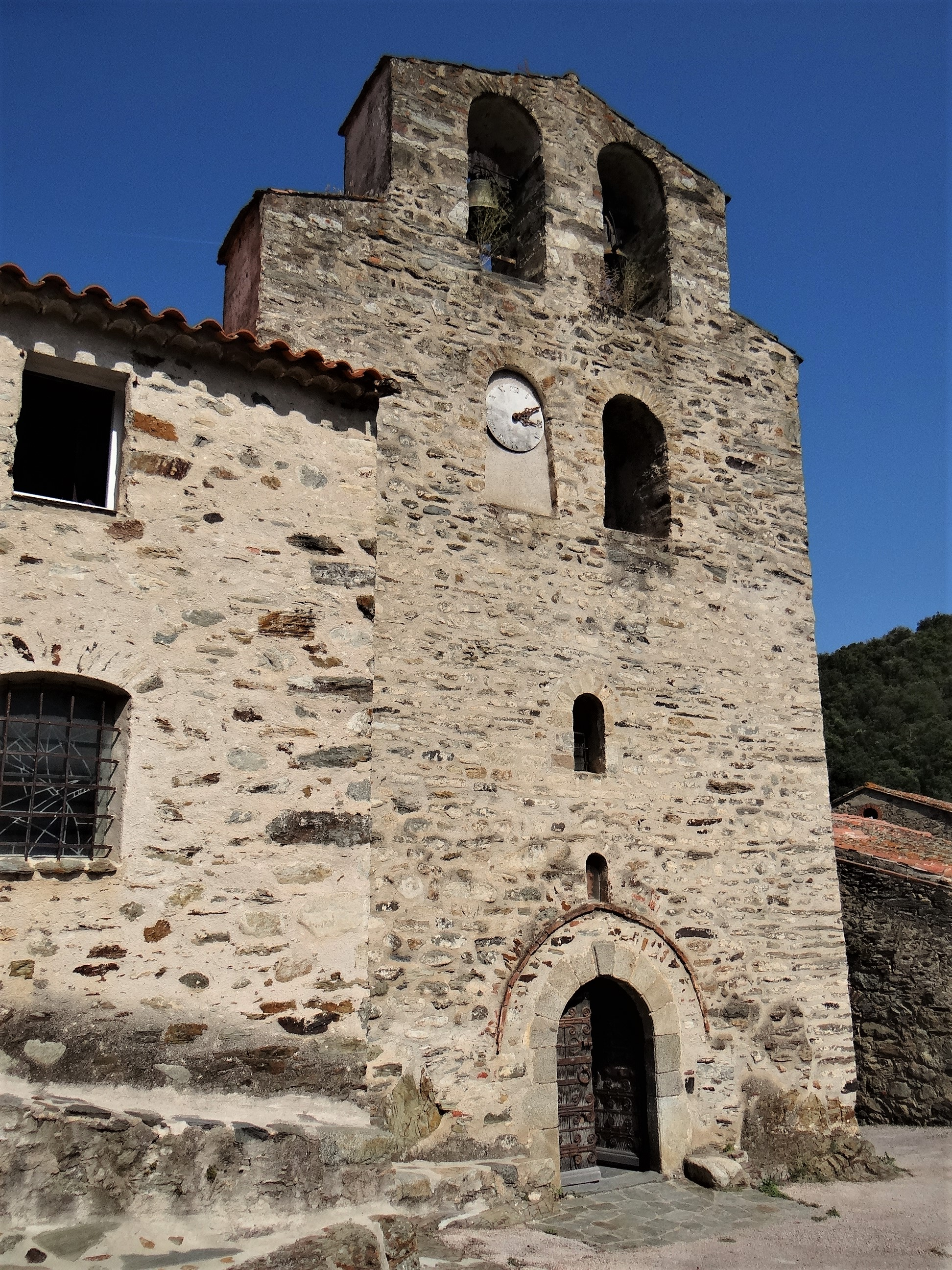
Boule-d'Amont
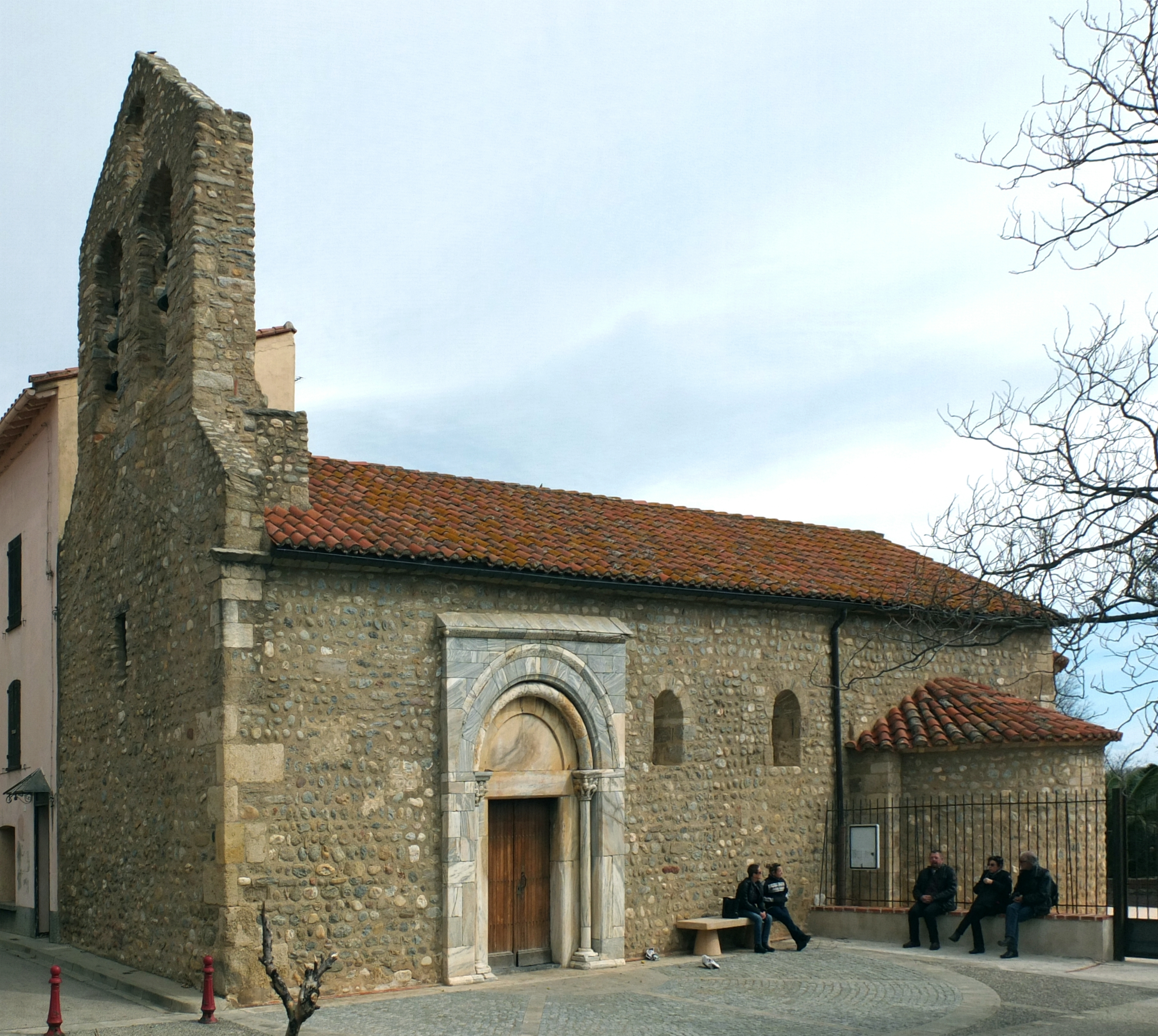
Brouilla
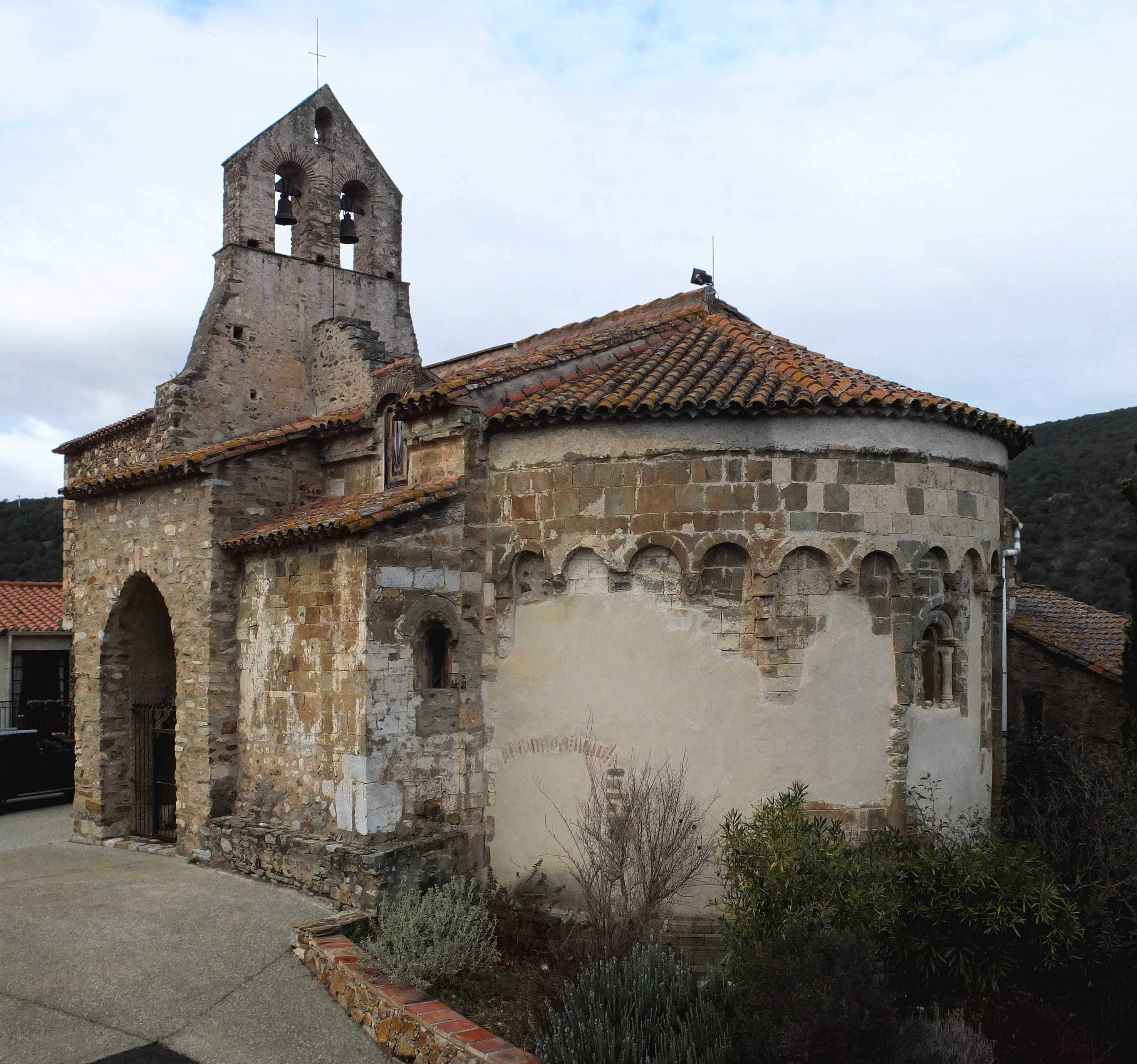
Calmeilles
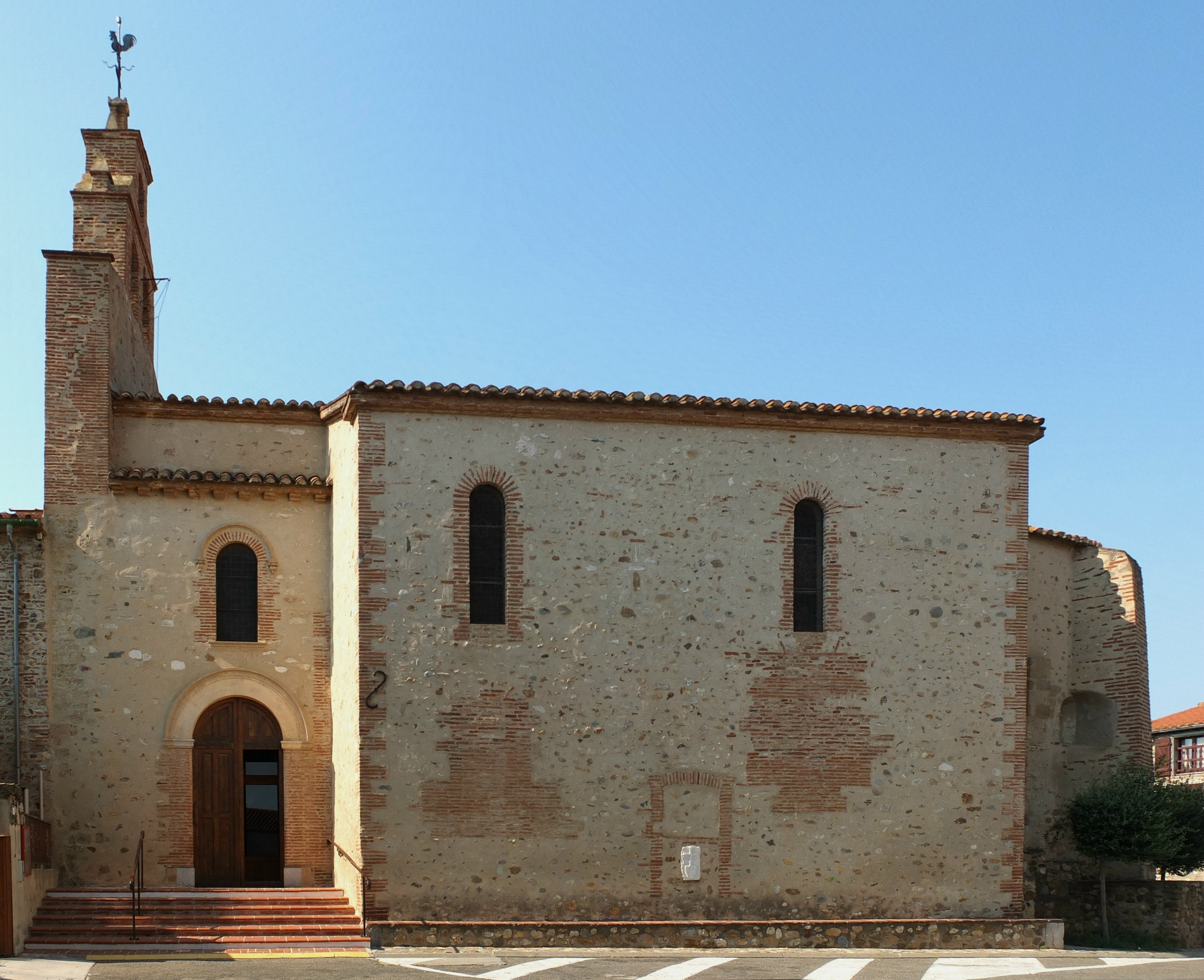
Canohès
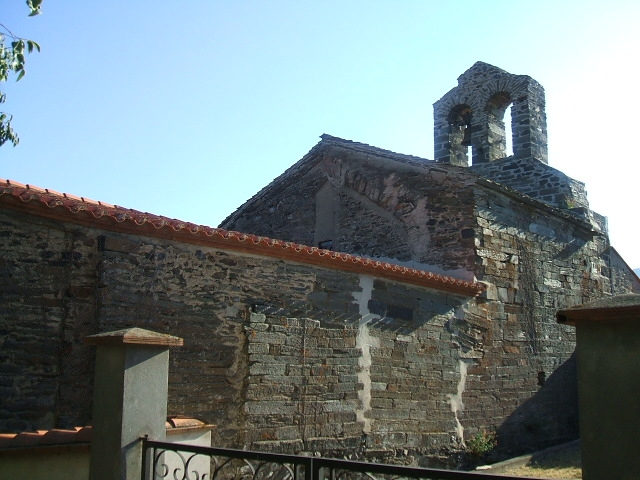
Casefabre
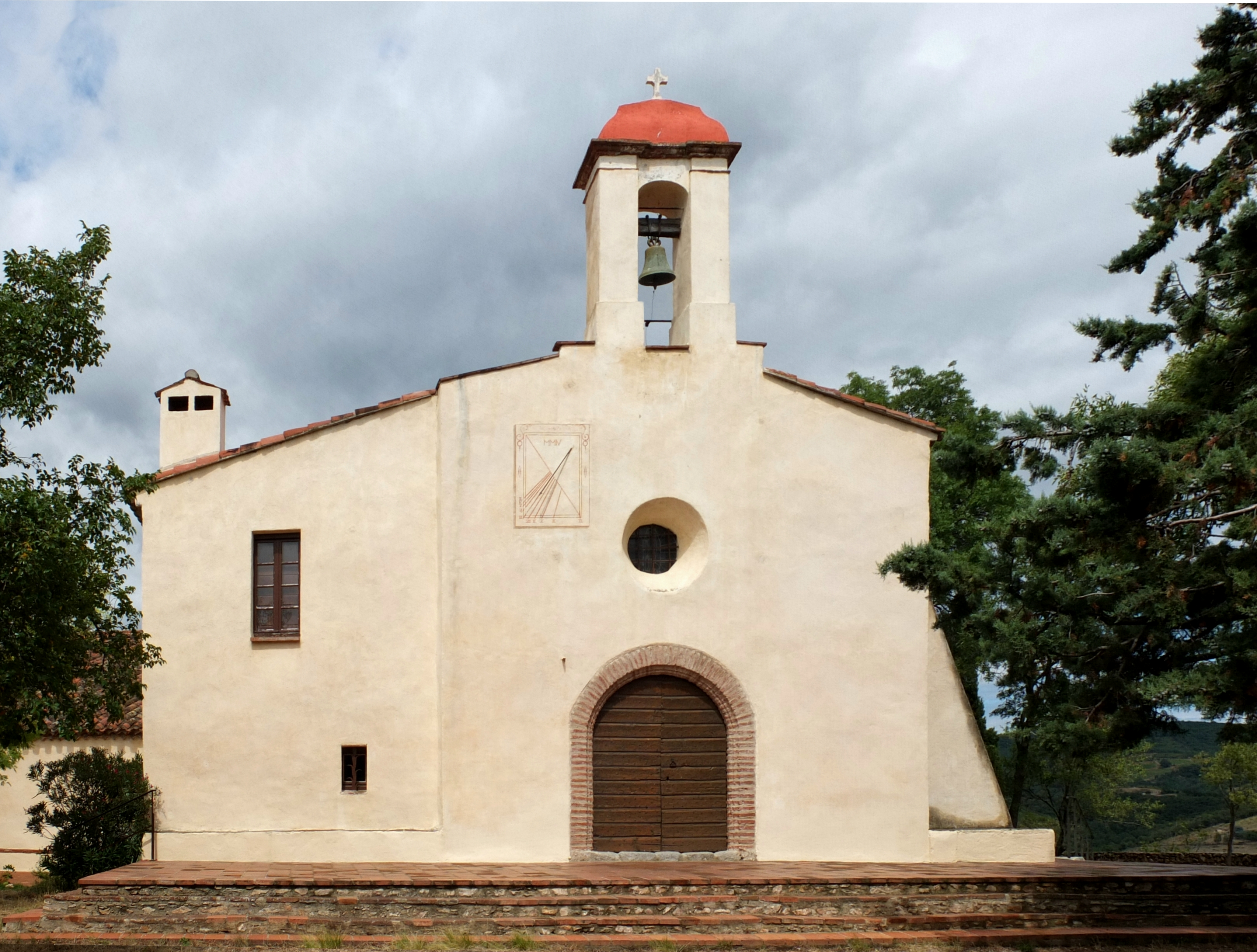
Céret
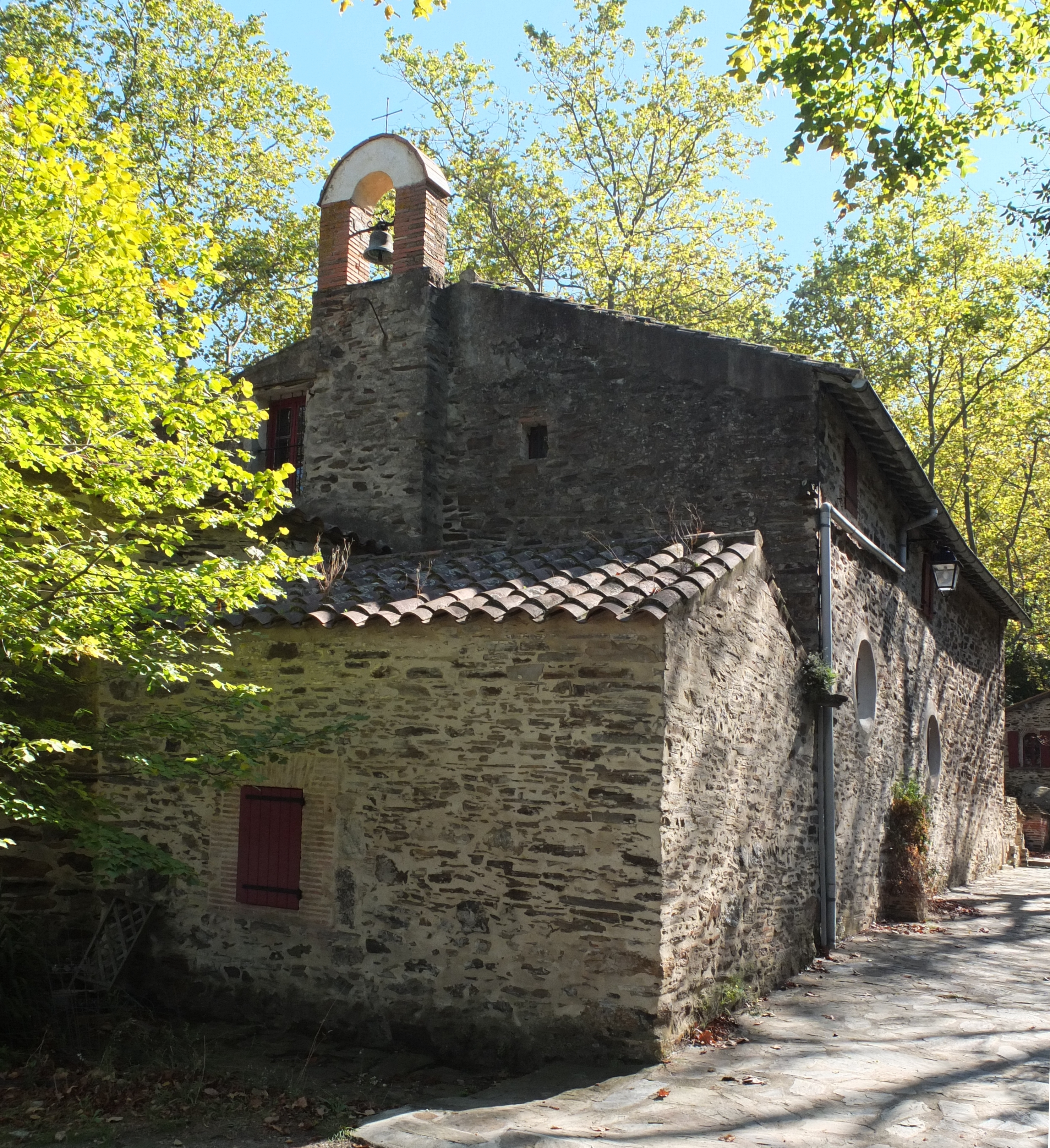
Collioure
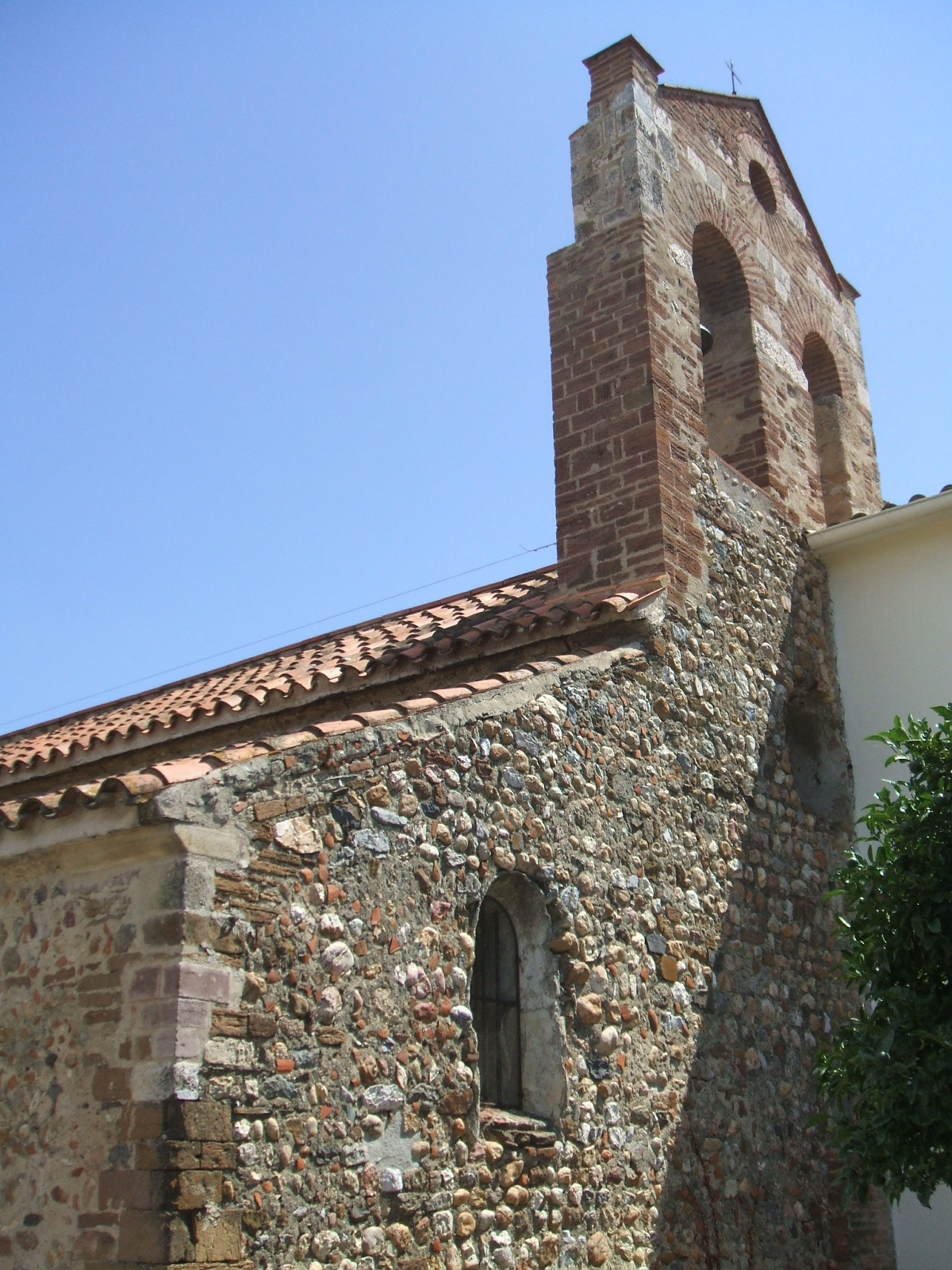
Château-Roussillon
- Cerbère
- Formiguères
- Fourques
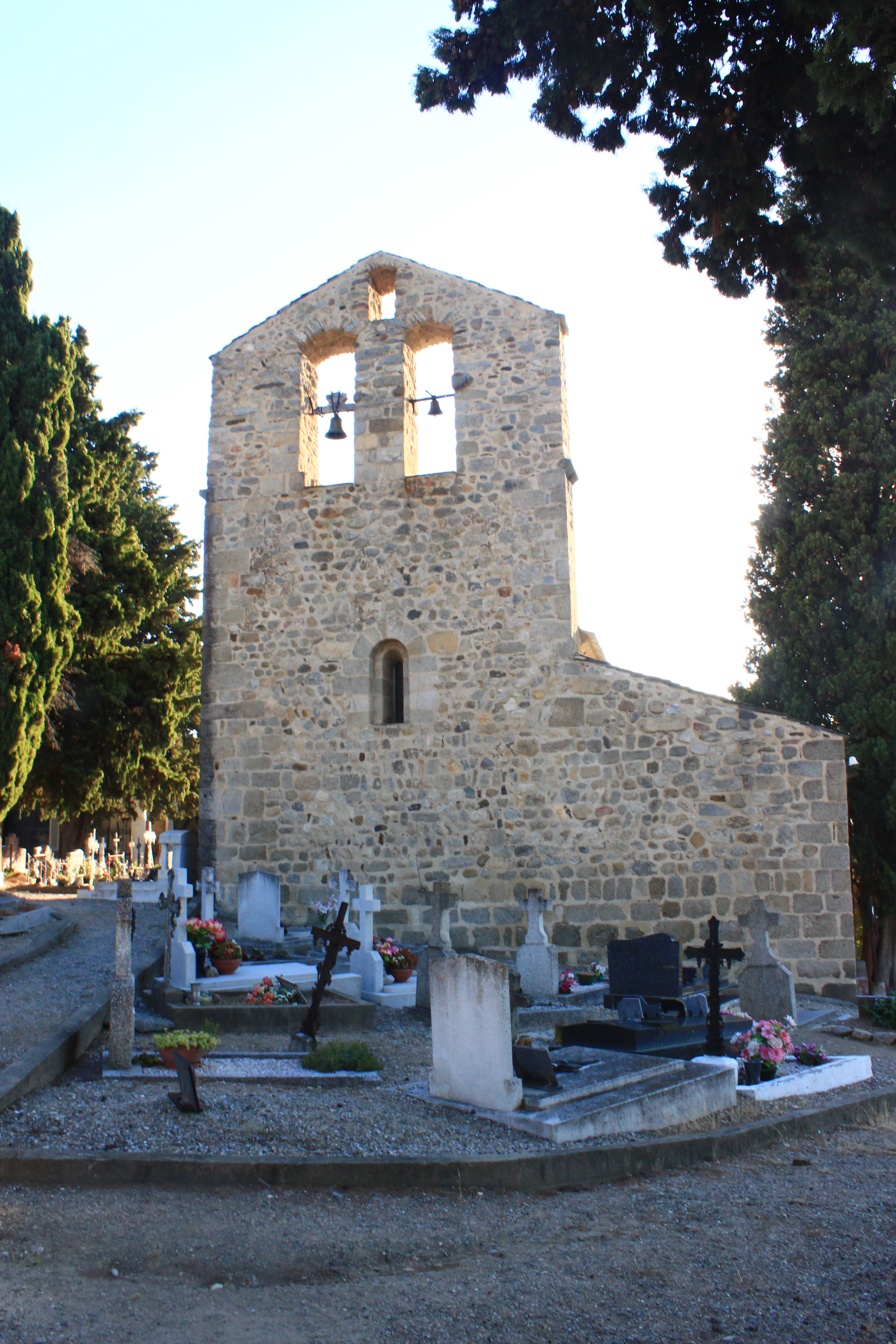
Eus
- Fourques
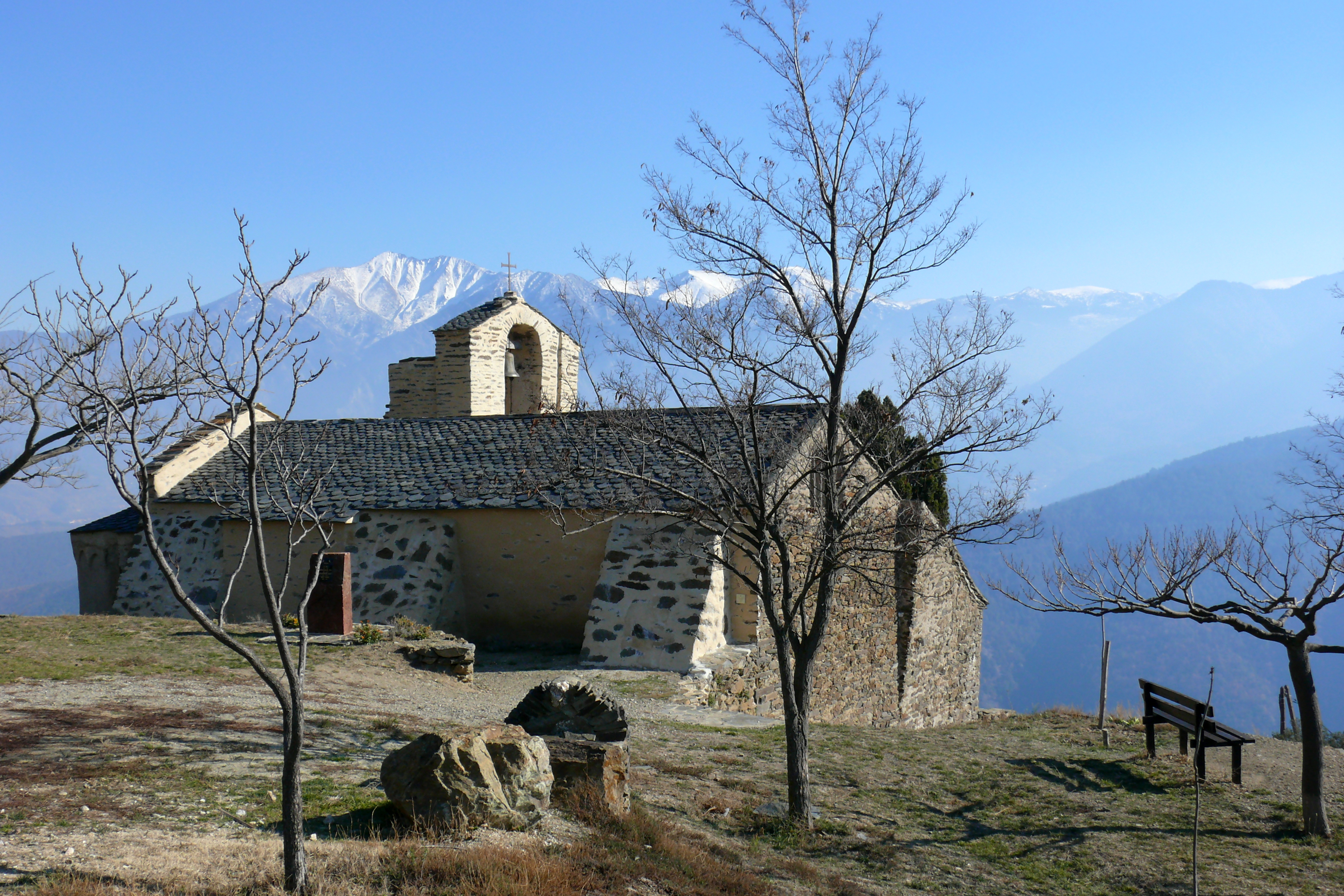
Jujols
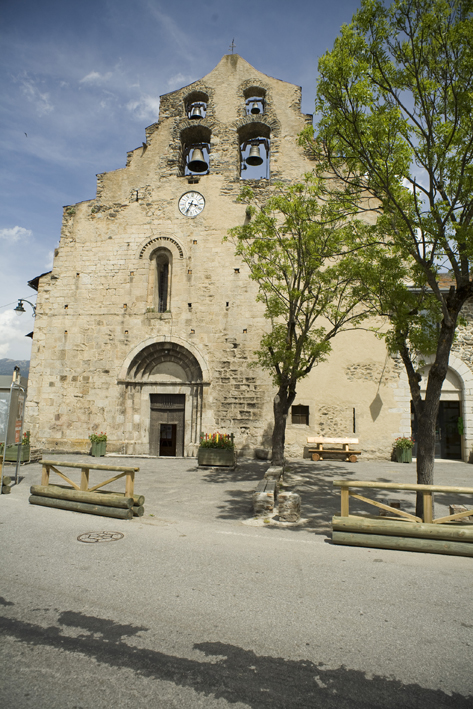
Formiguères
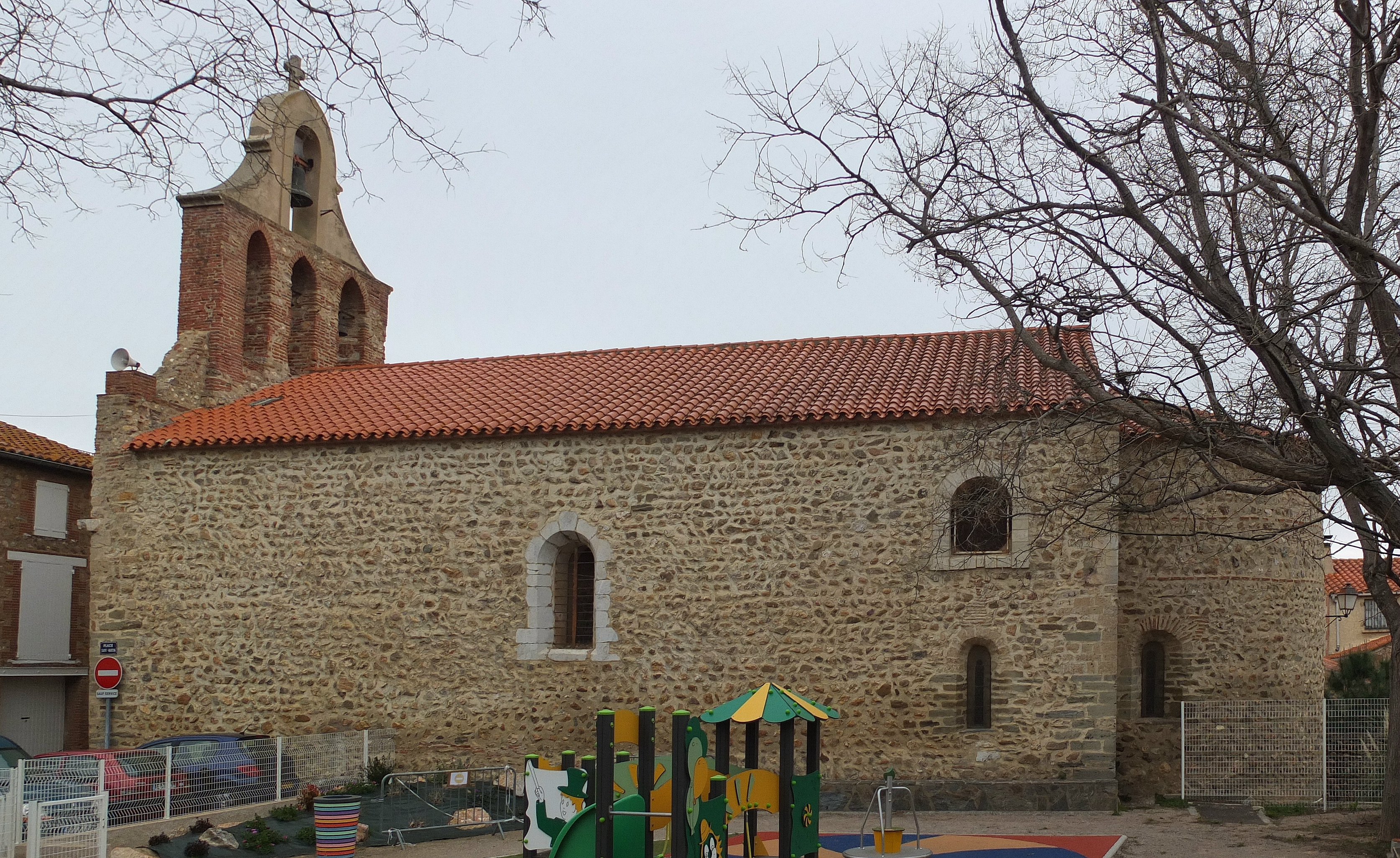
Fourques

- L'Albère
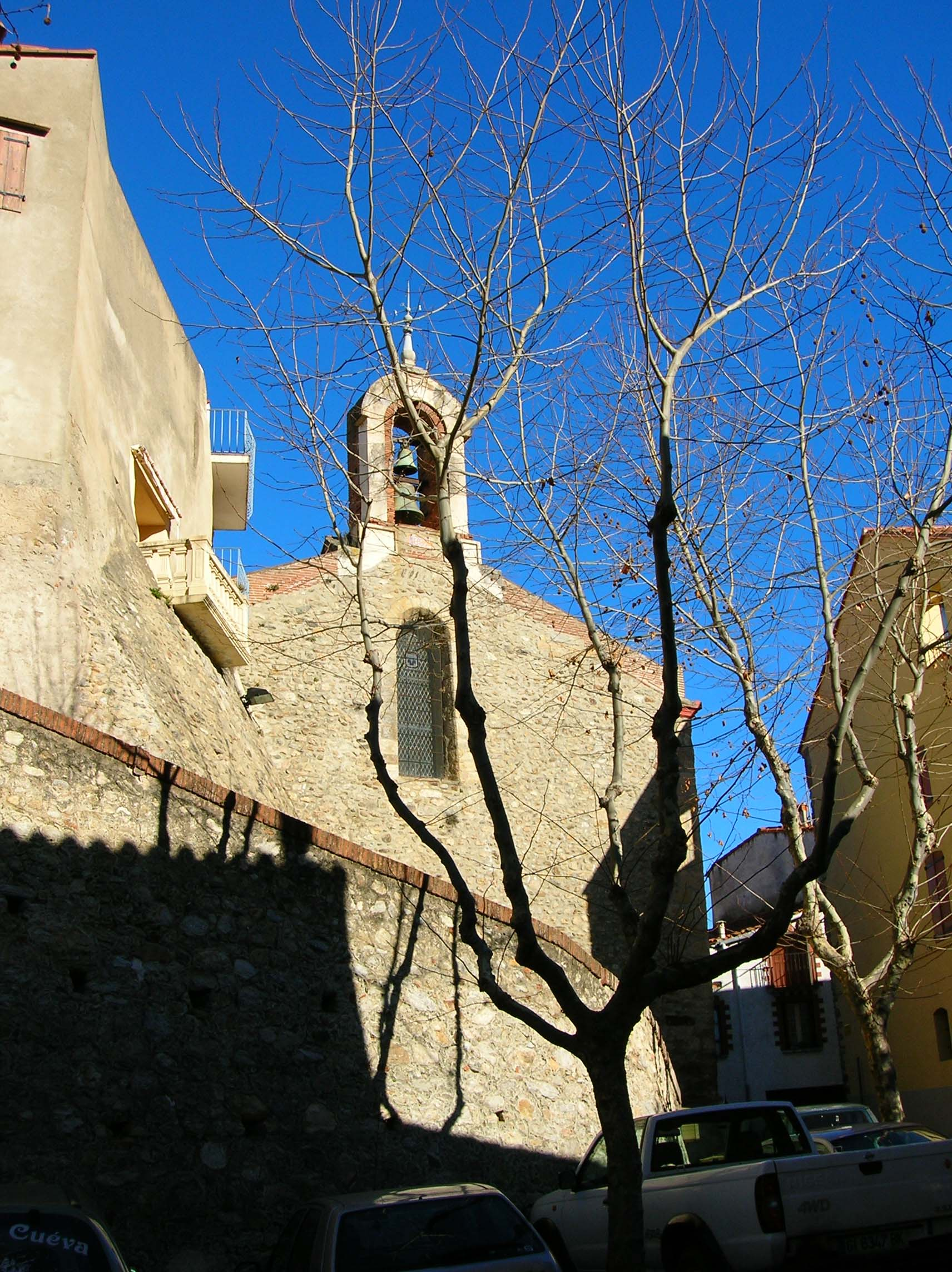
Laroque-des-Albères
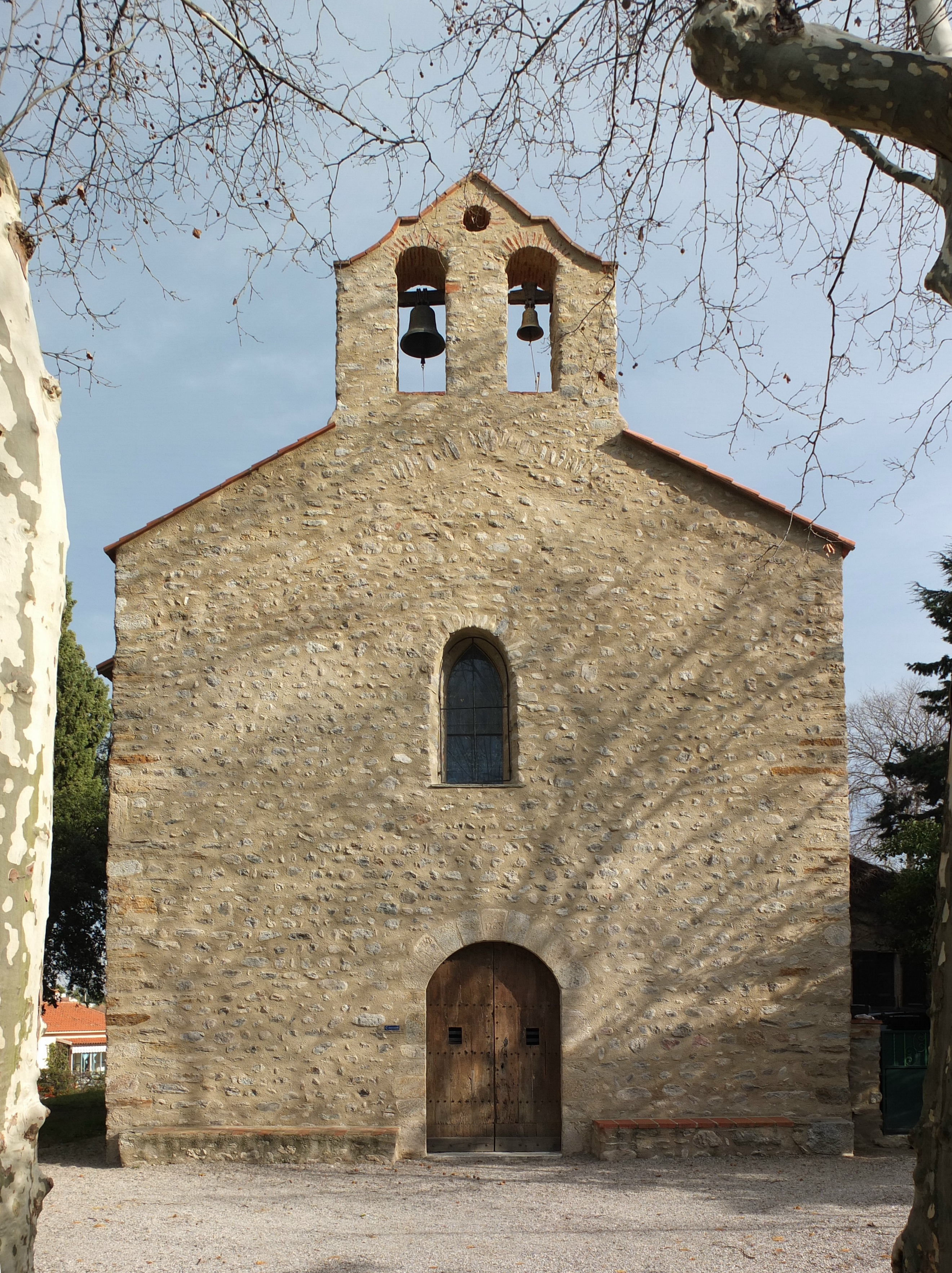
Laroque-des-Albères
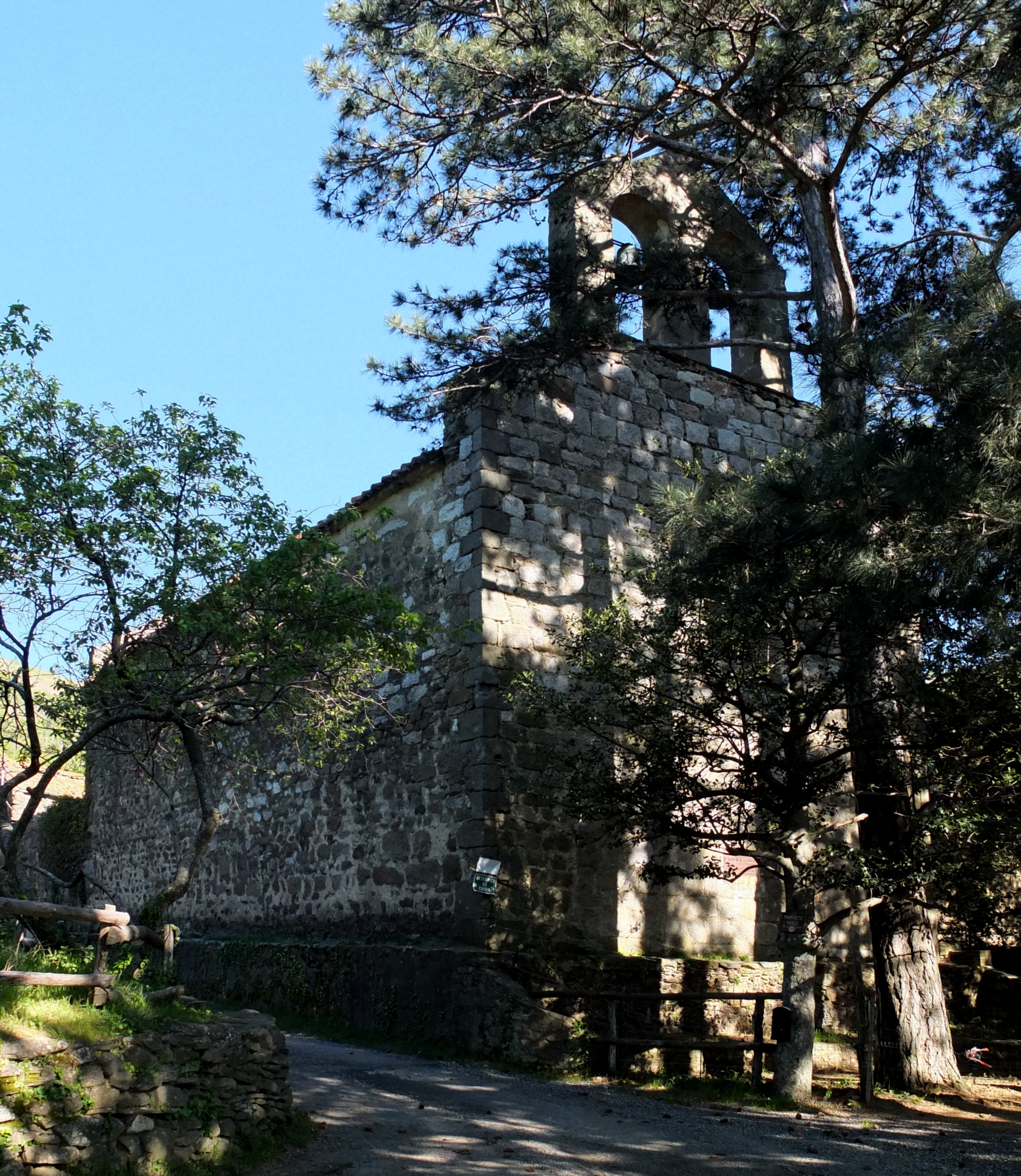
L'Albère
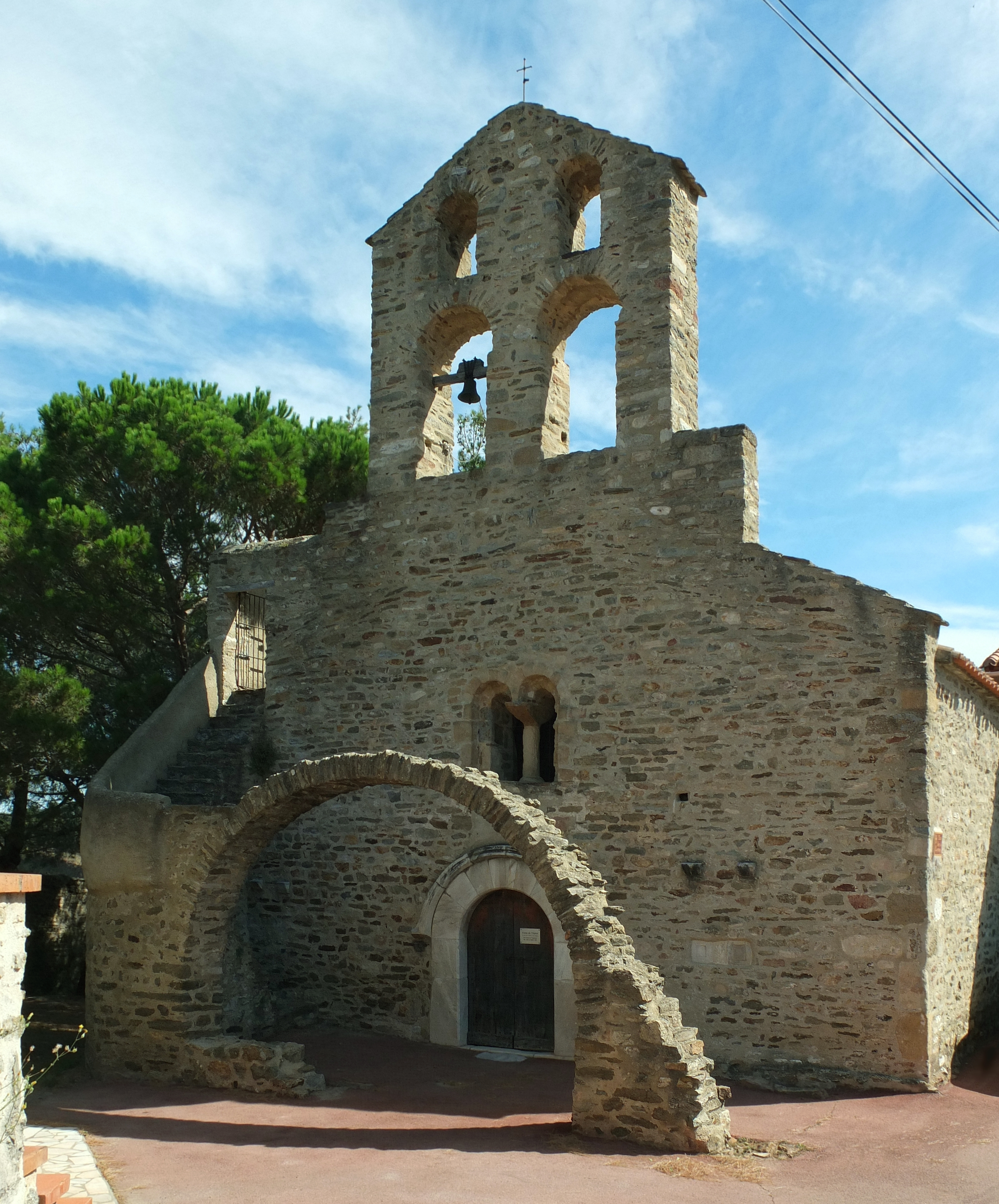
Les Cluses
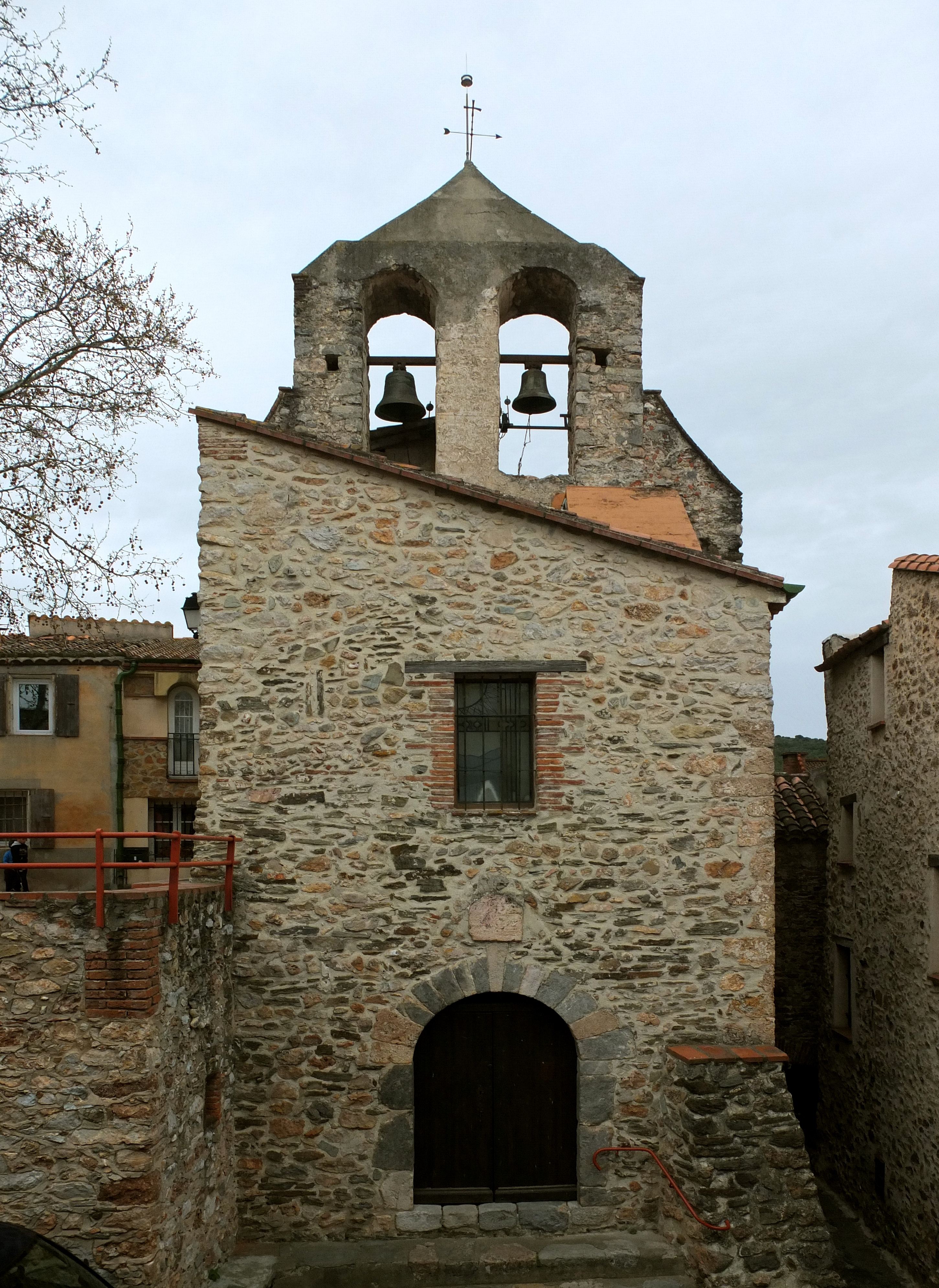
Llauro
- Llo
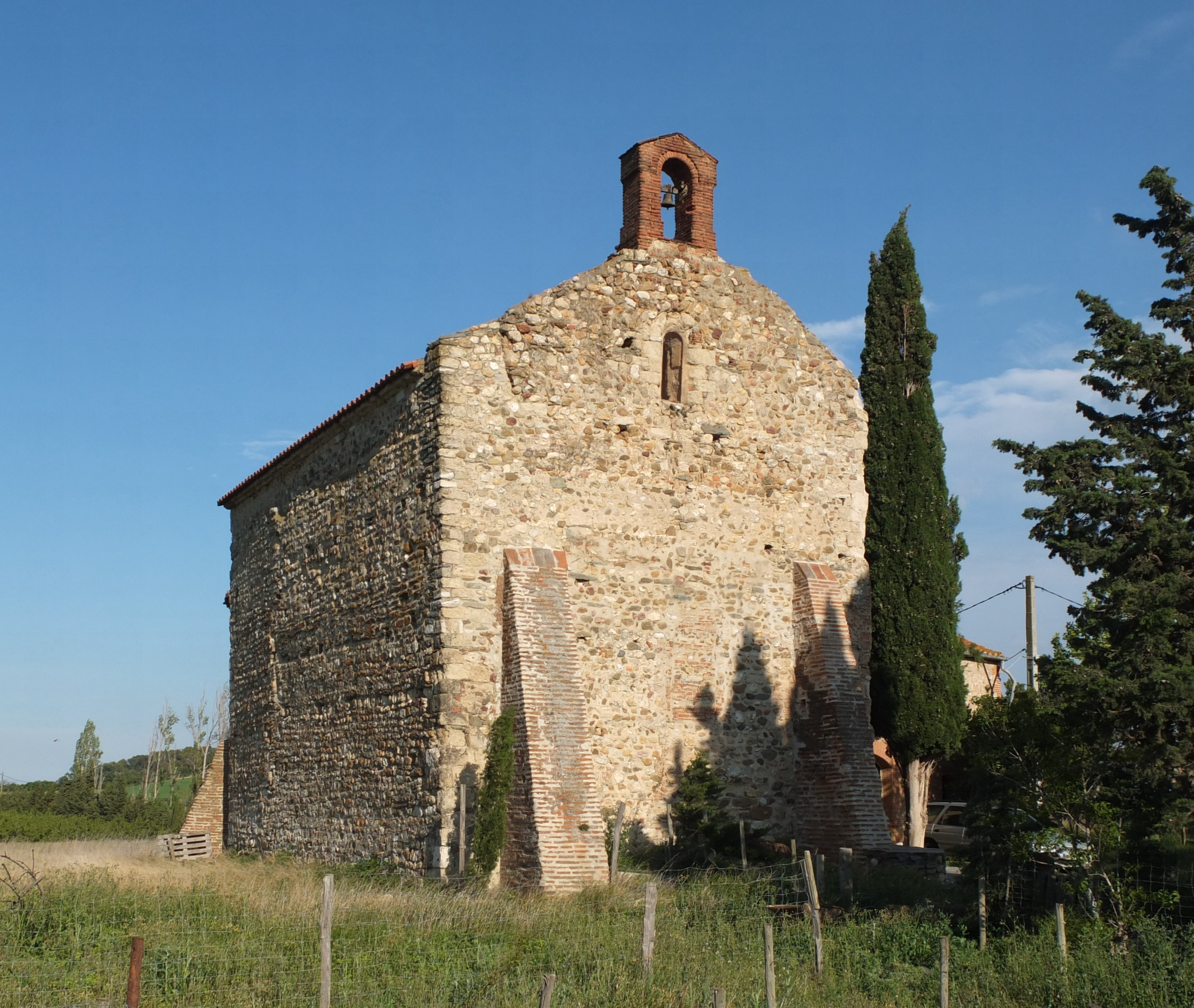
Llupia
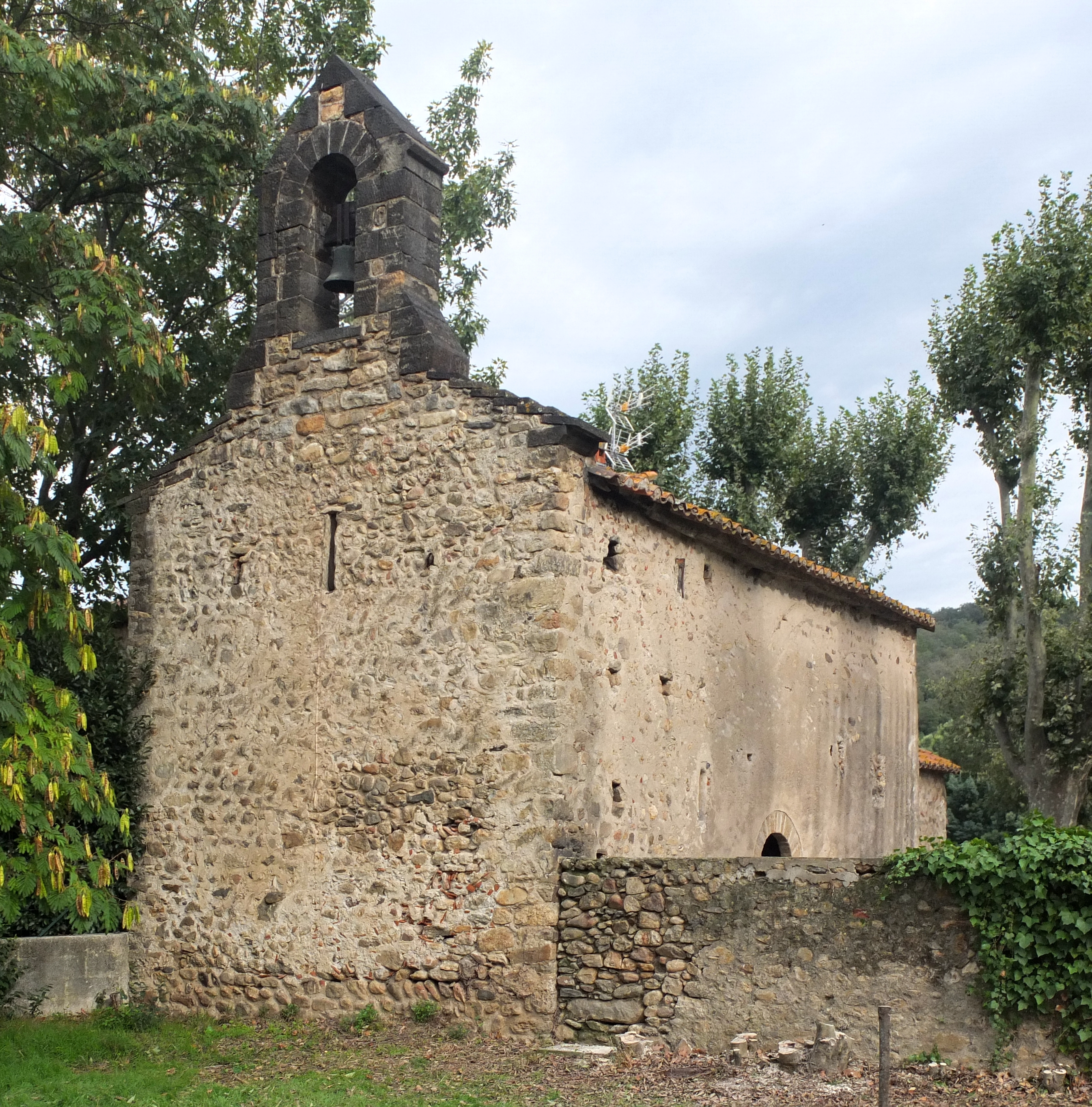
Maureillas
- Opoul-Perillos
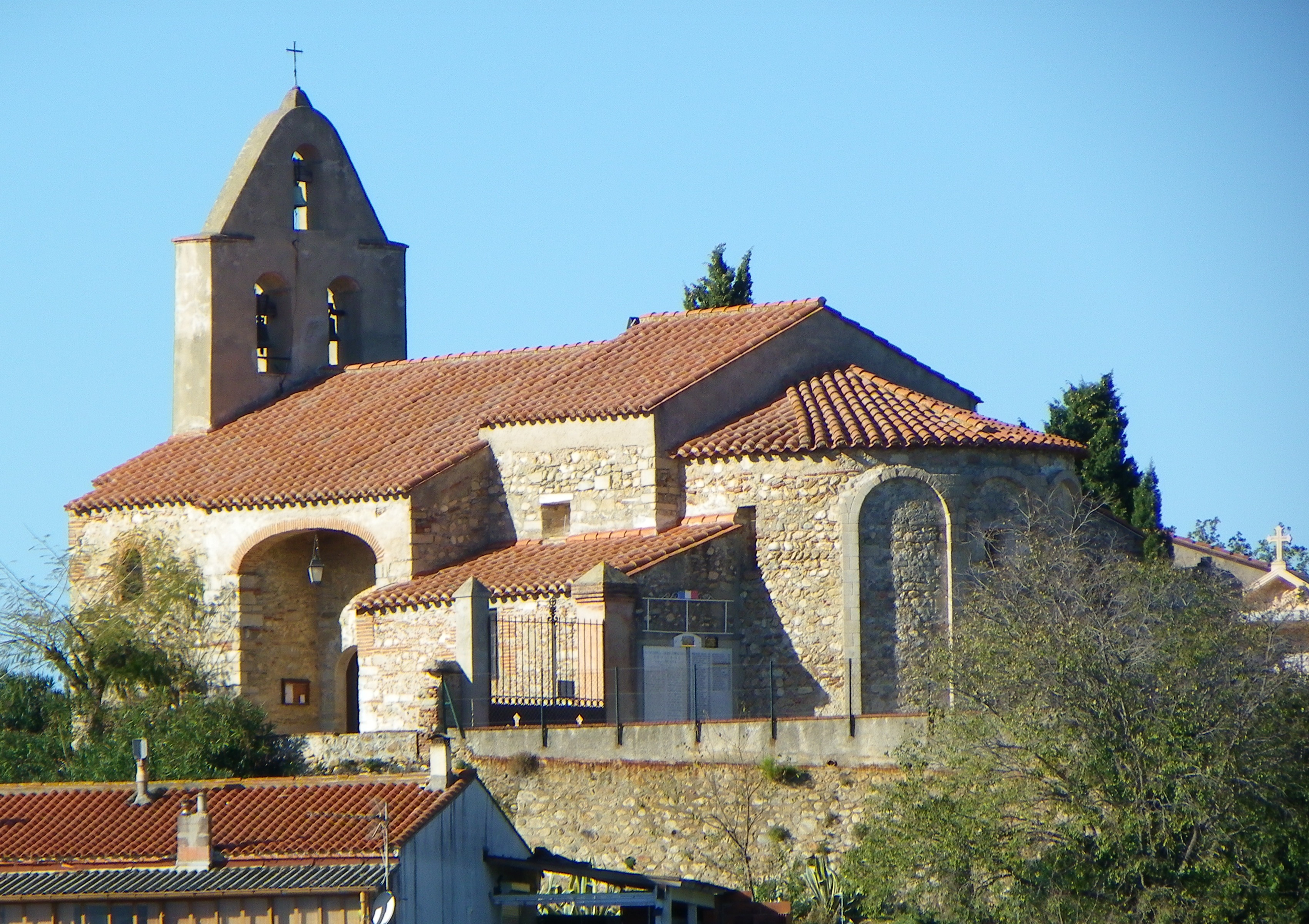
Ortaffa
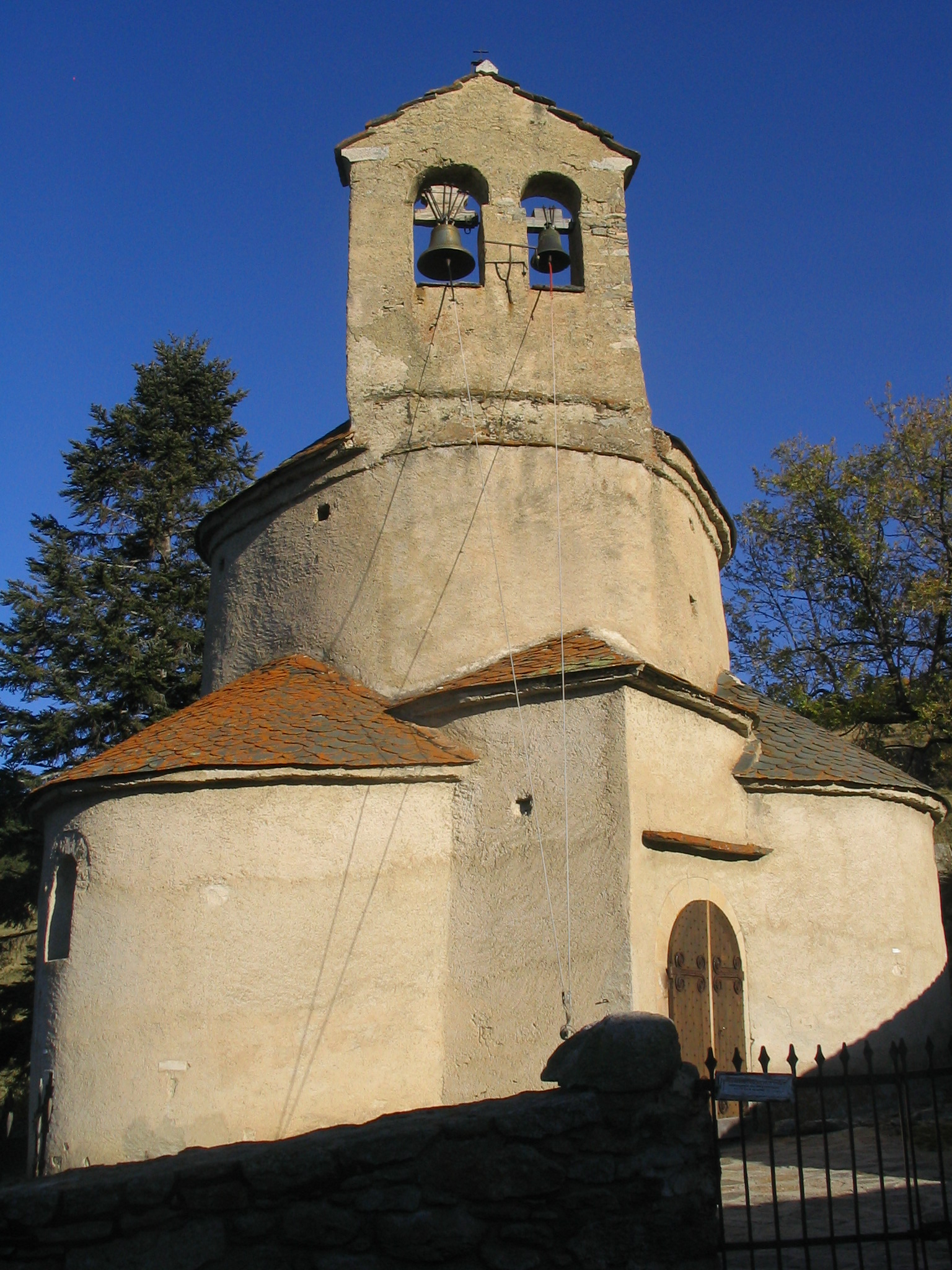
Planès
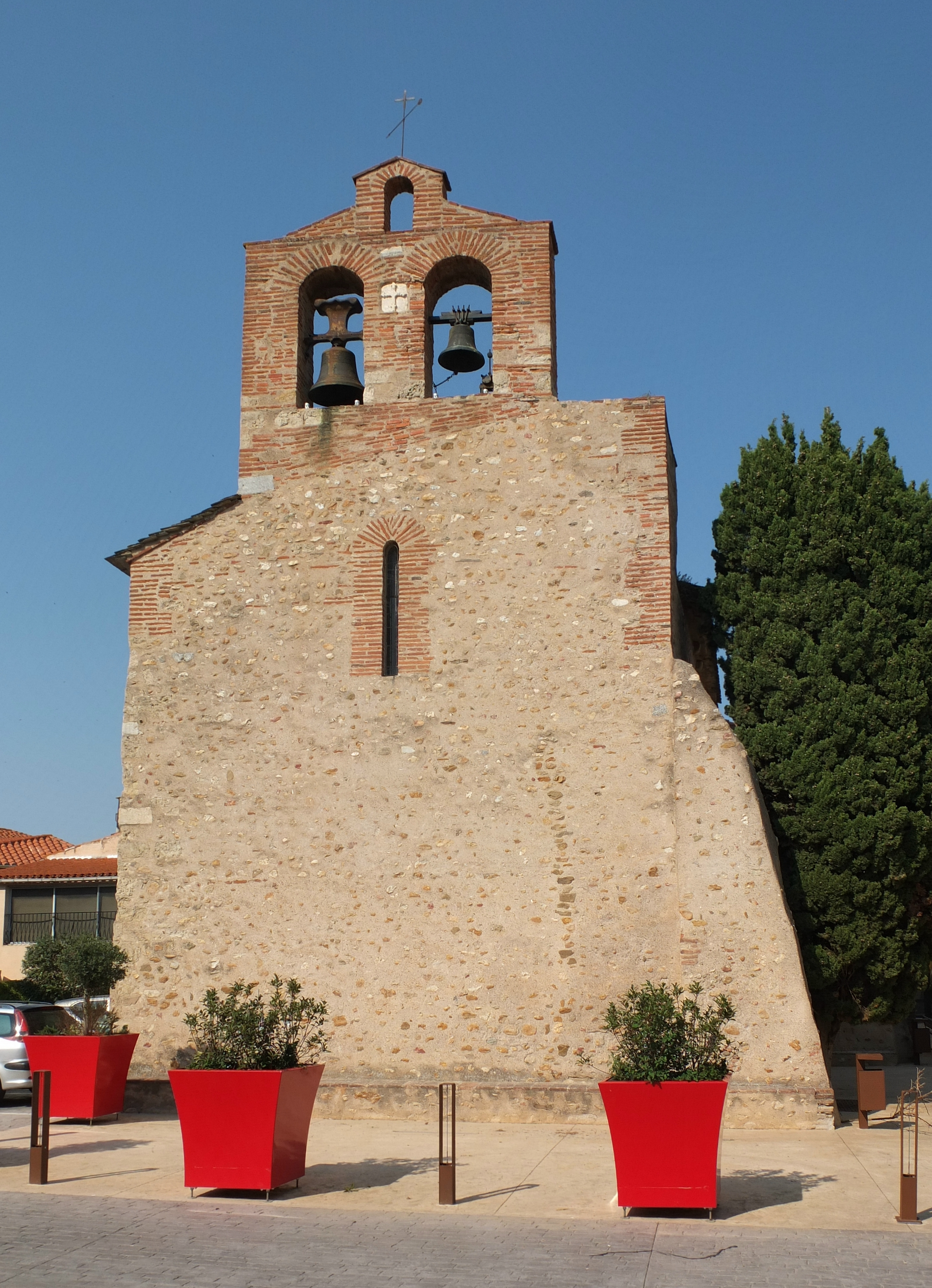
Pollestres
- Porta, Église Saint-Martial de Cortvassil
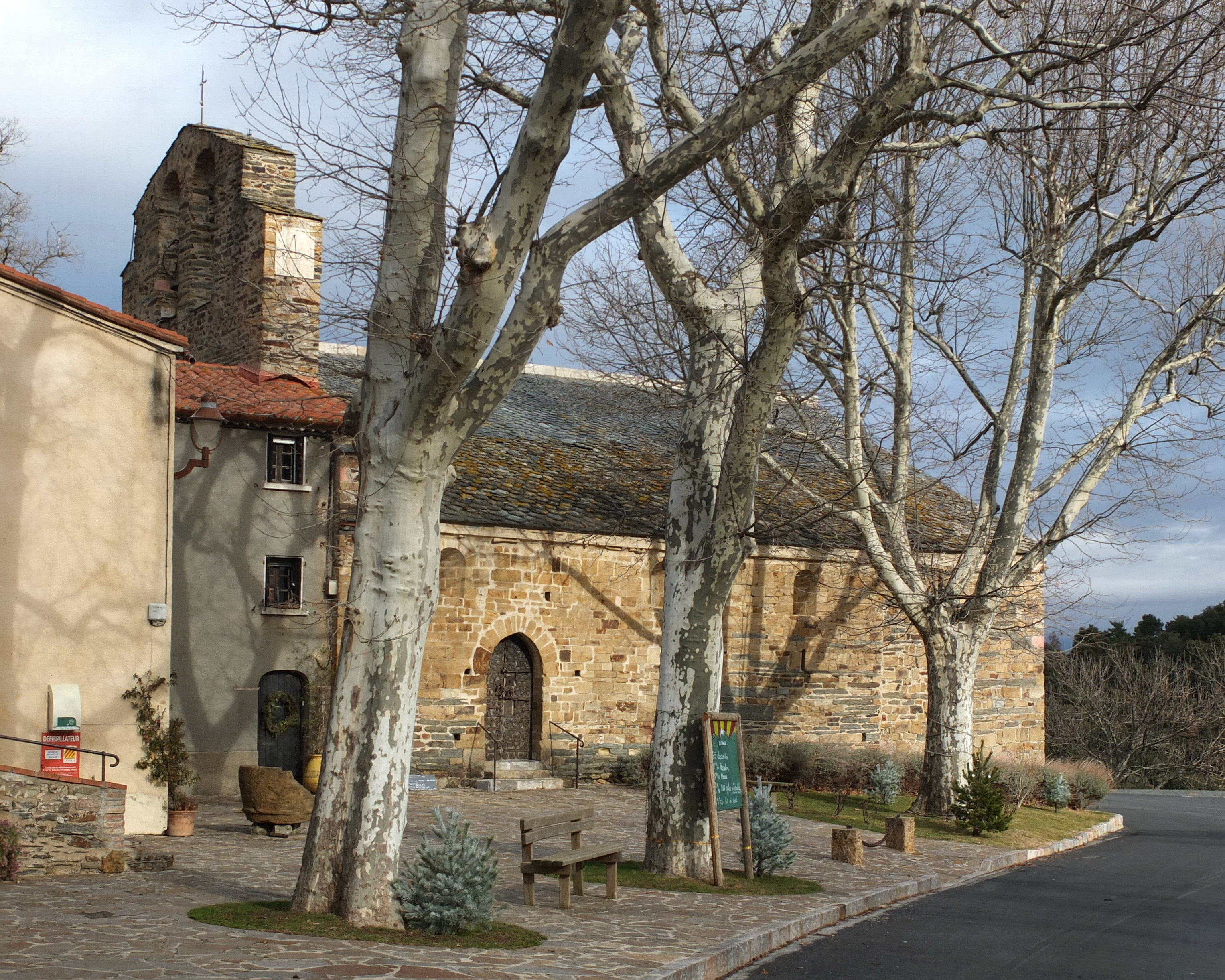
Prunet-et-Belpuig La Trinitat
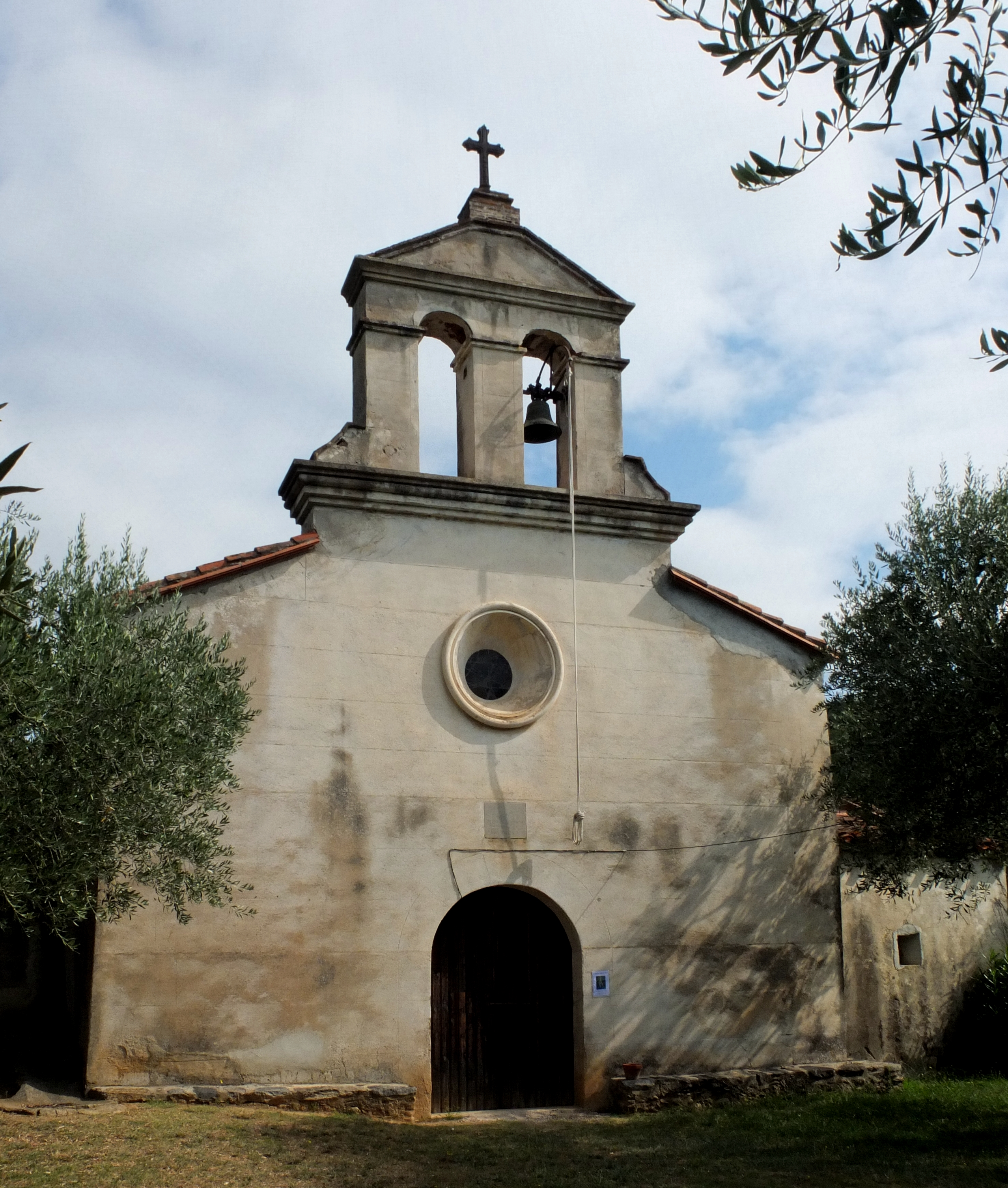
Reynès
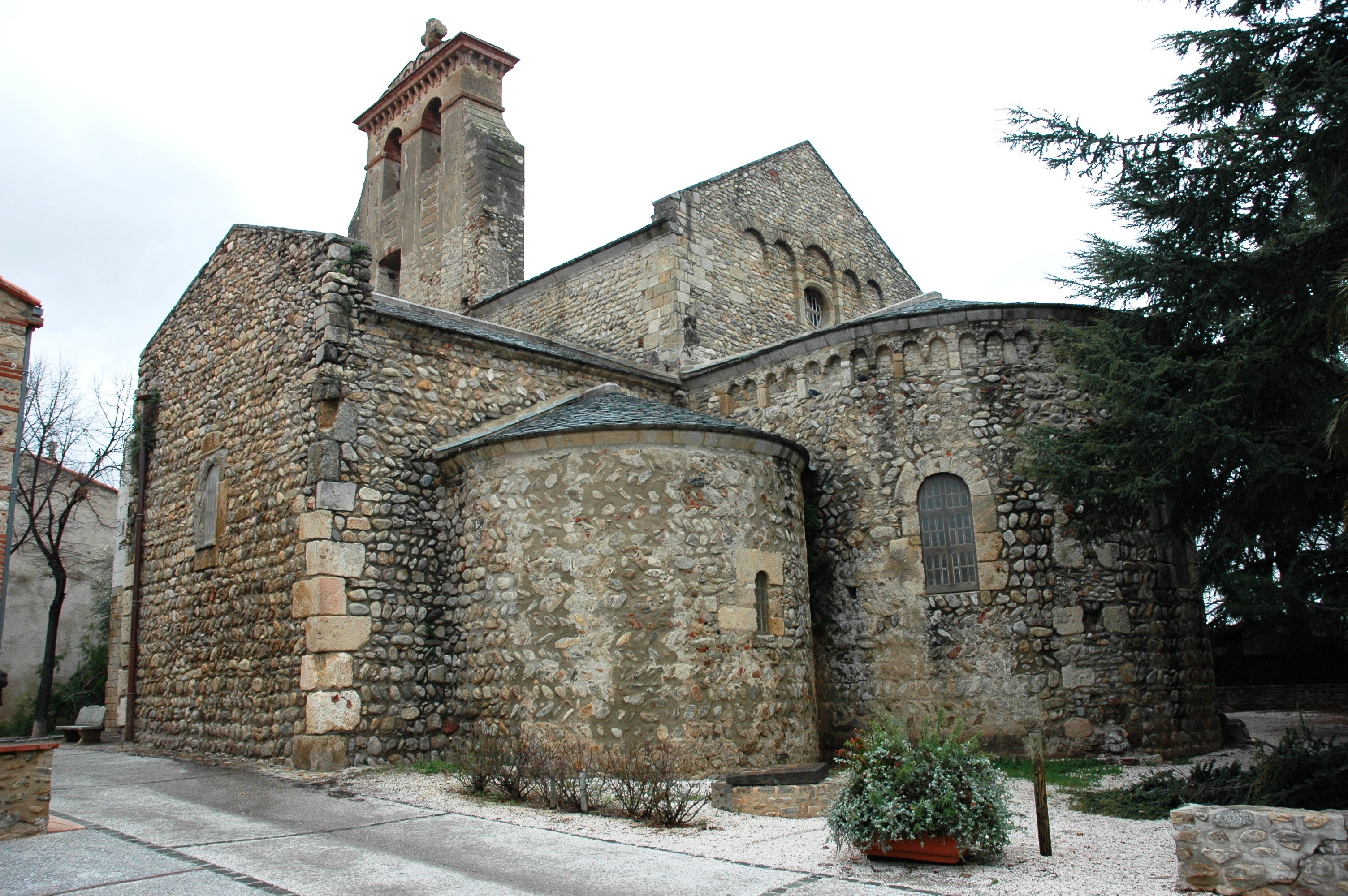
Saint-André
- Saint-Cyprien
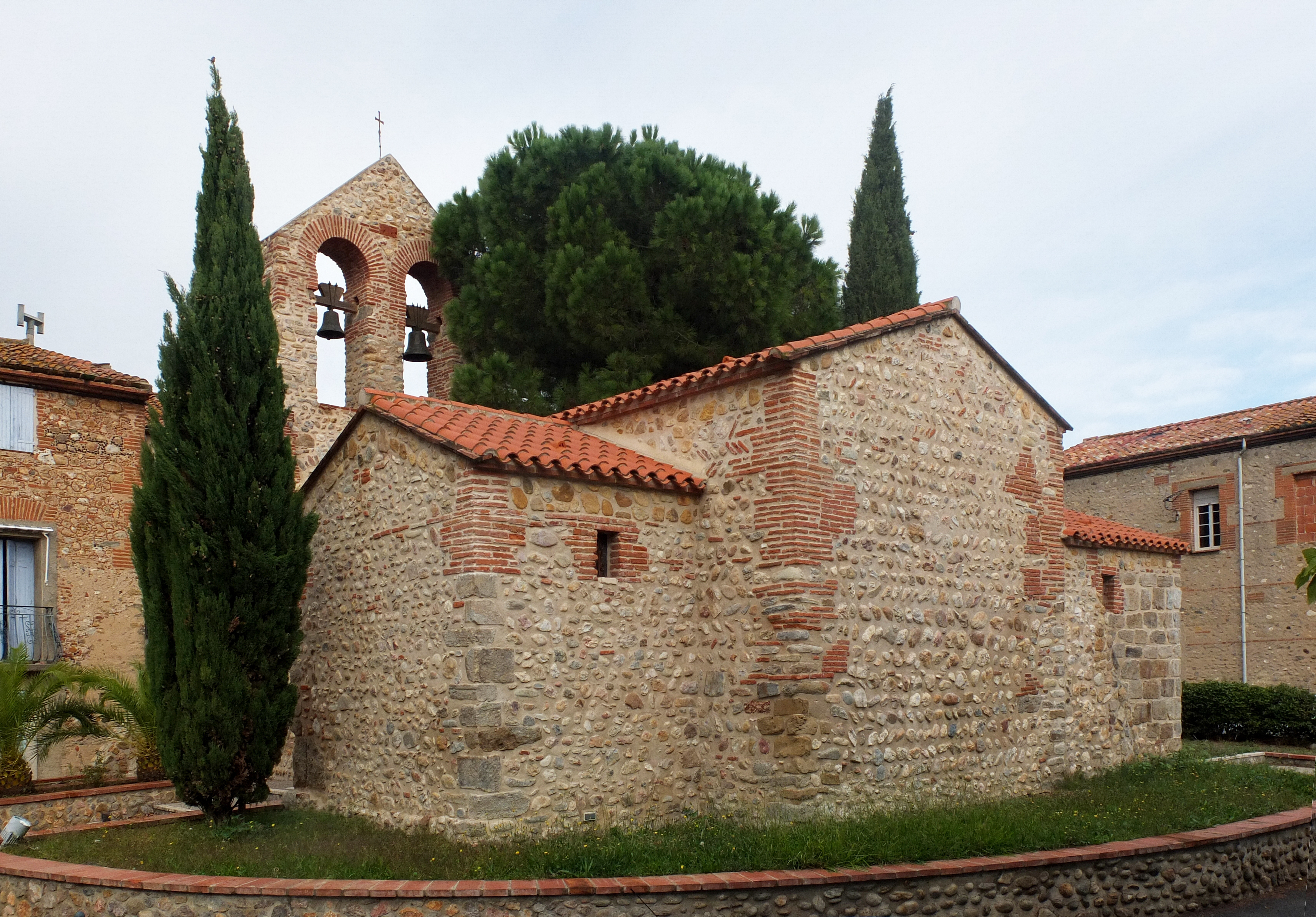
Saint-Jean-Lasseille
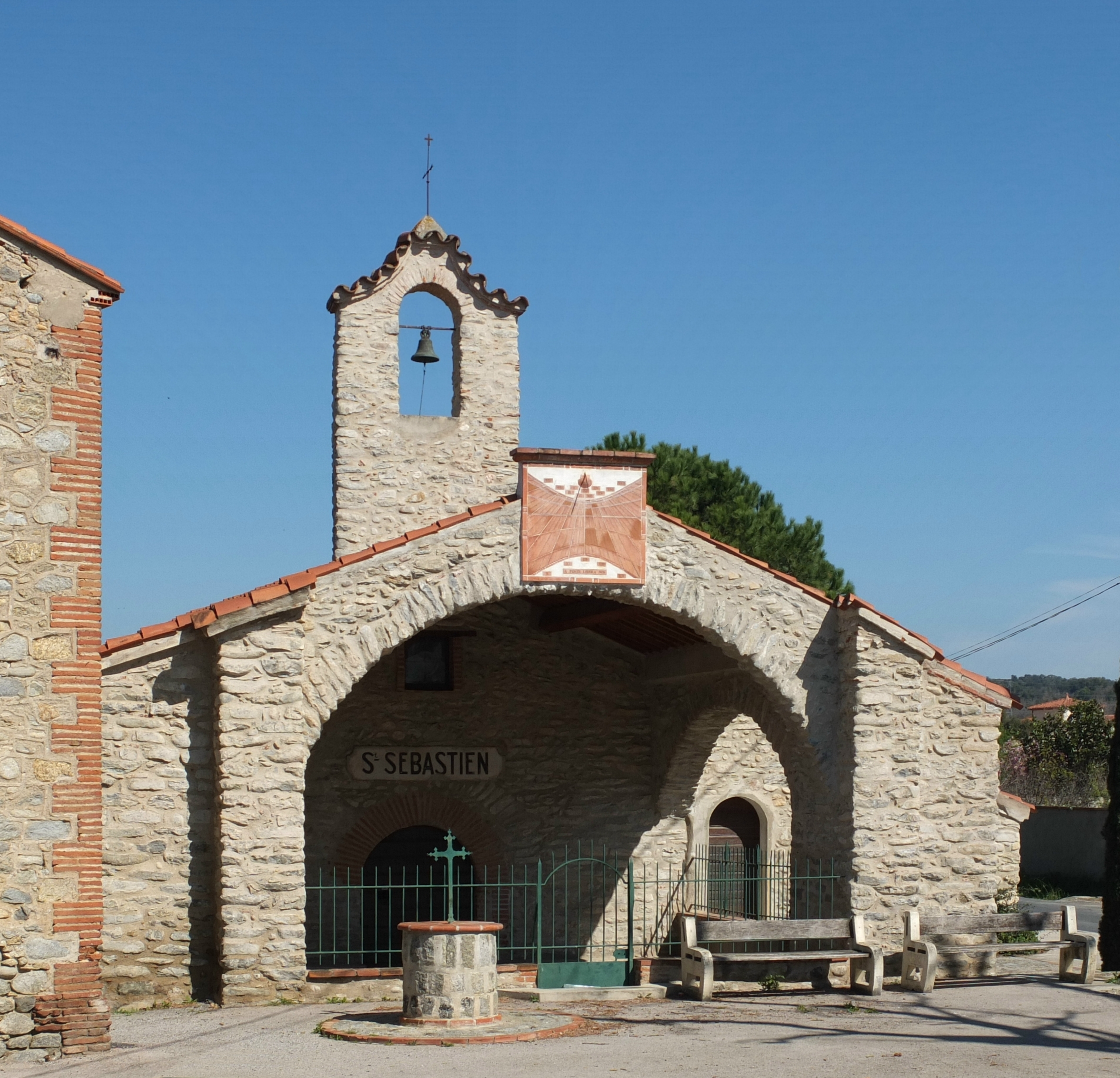
Saint-Jean-Pla-de-Corts
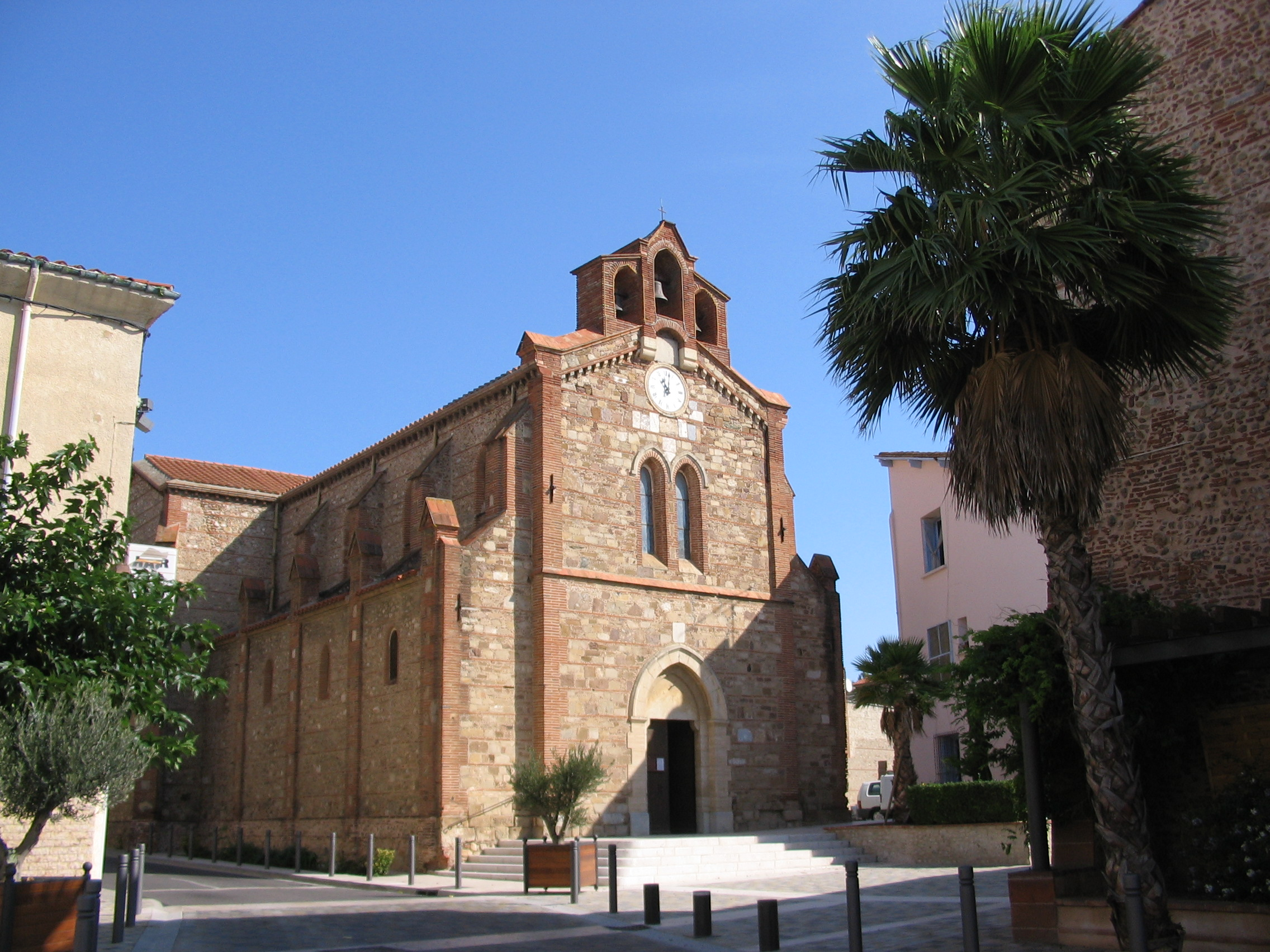
Saint-Nazaire
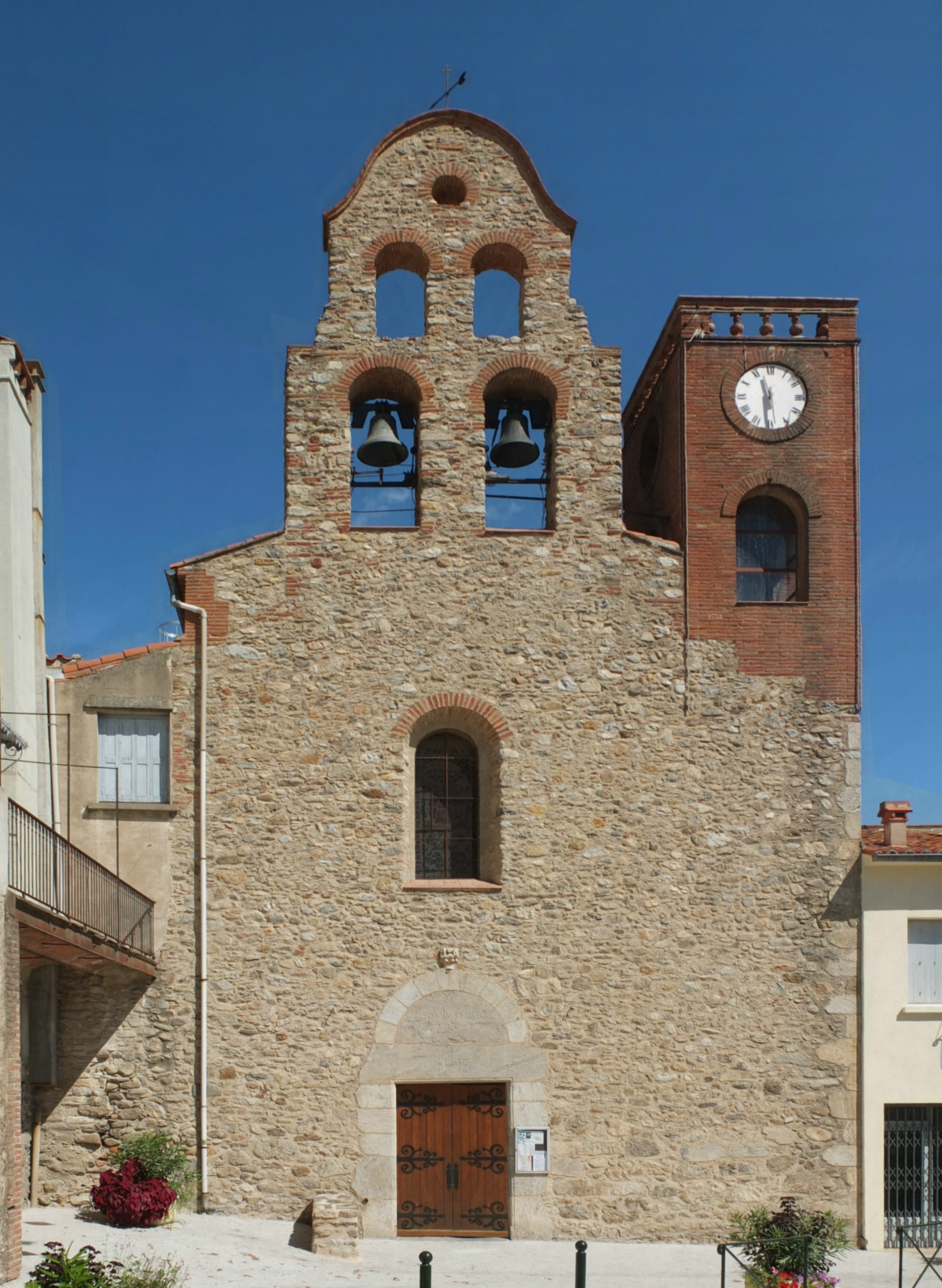
Sorède
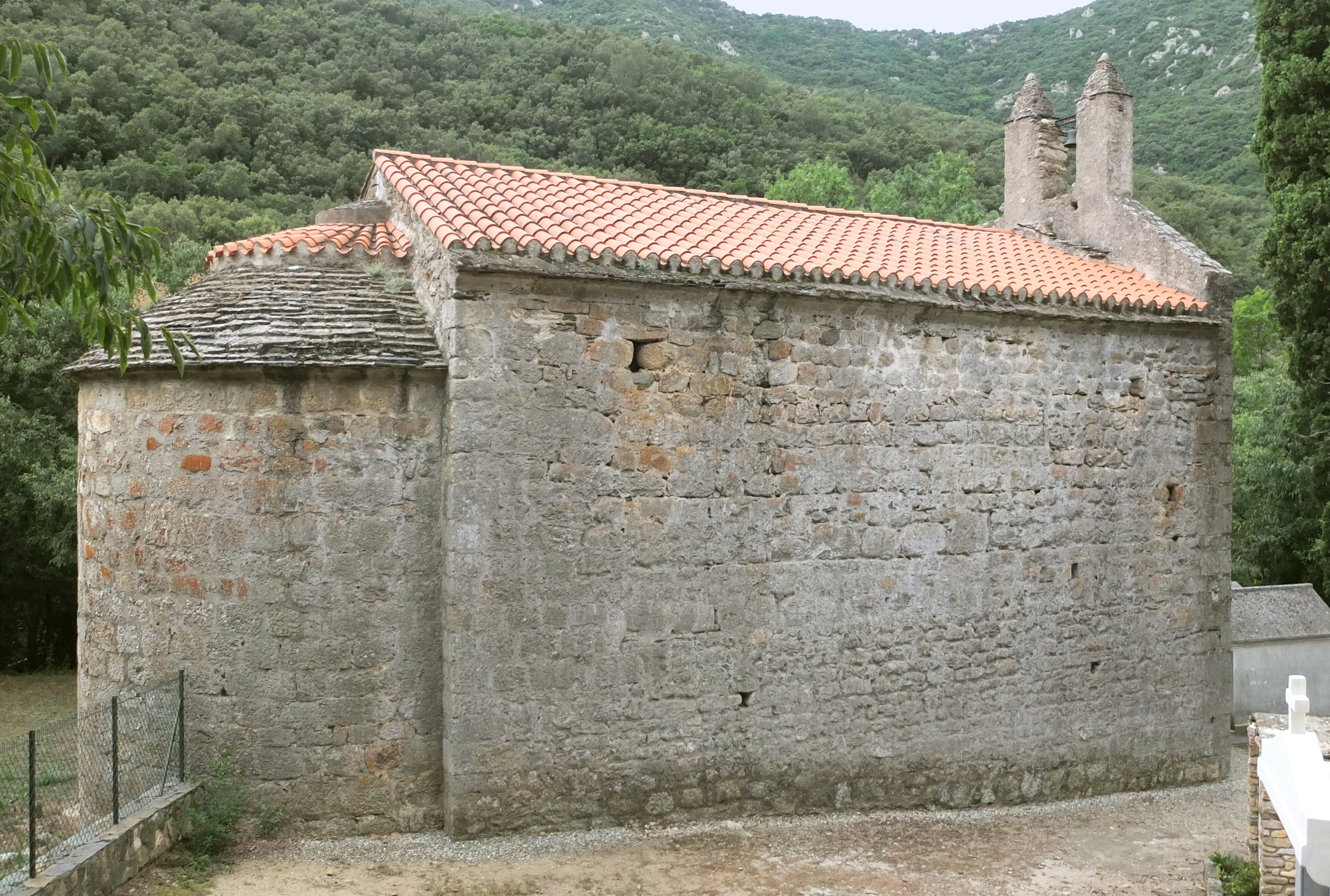
Sorède
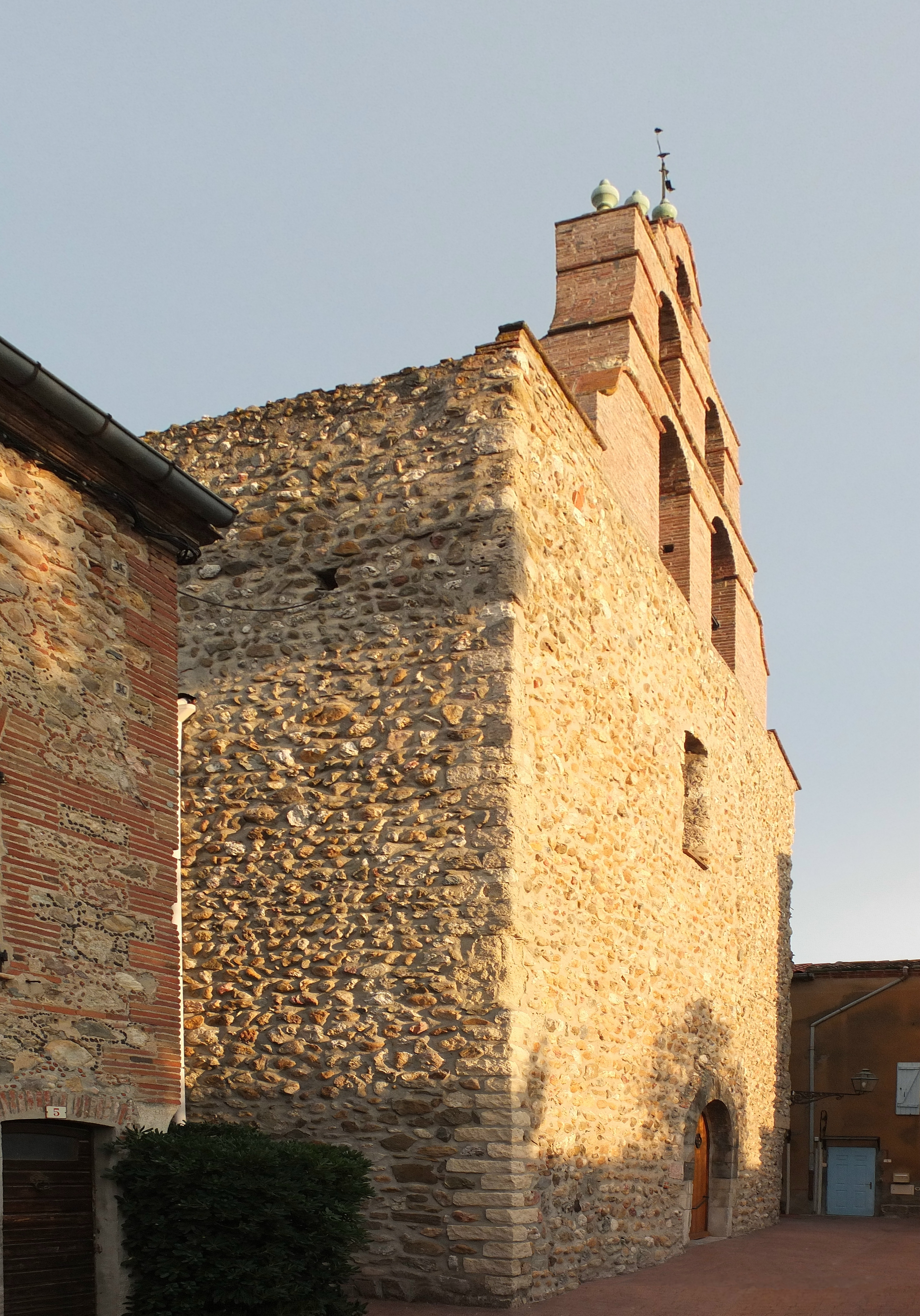
Trouillas
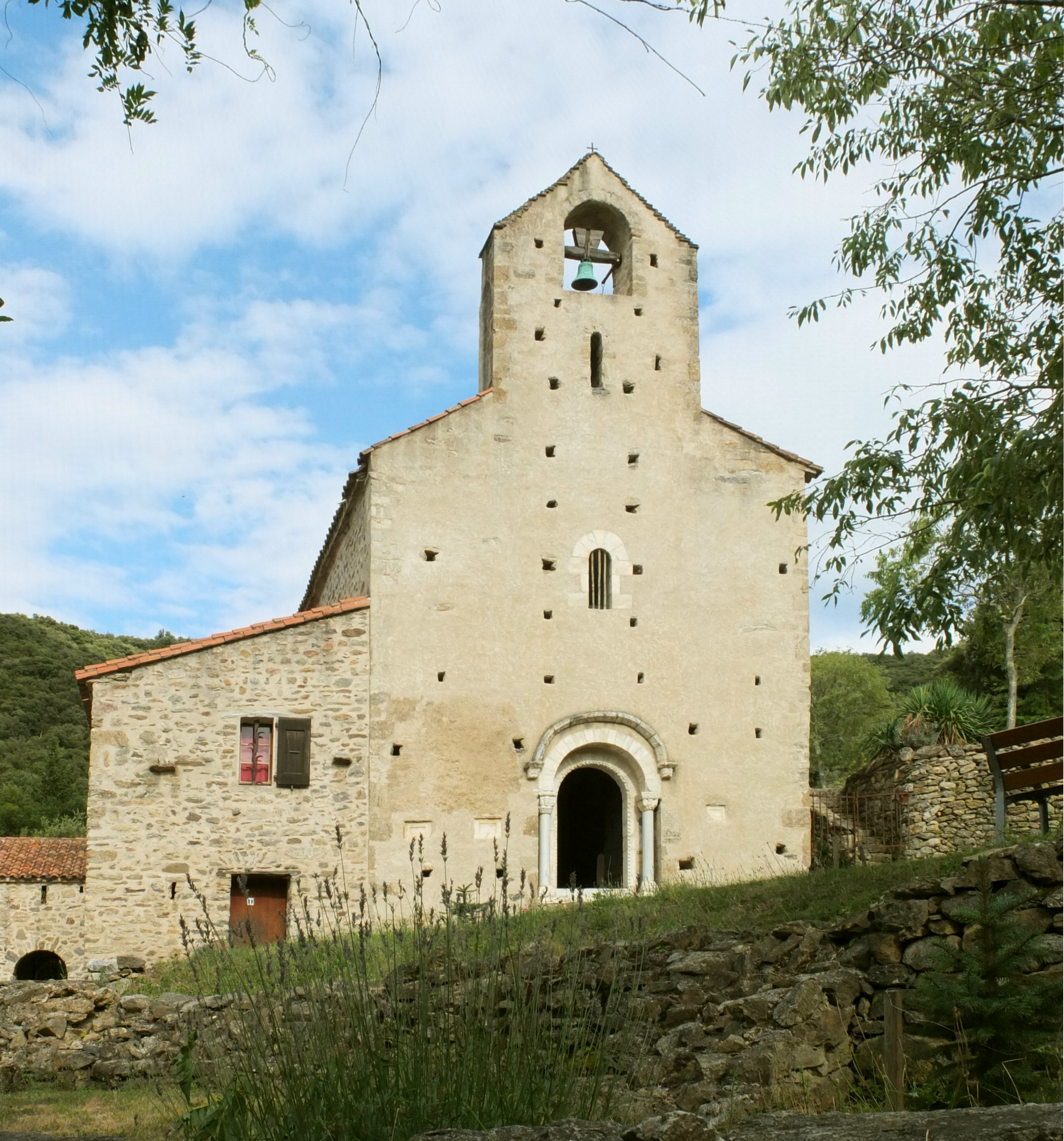
Villelongue

- Villelongue-dels-Monts
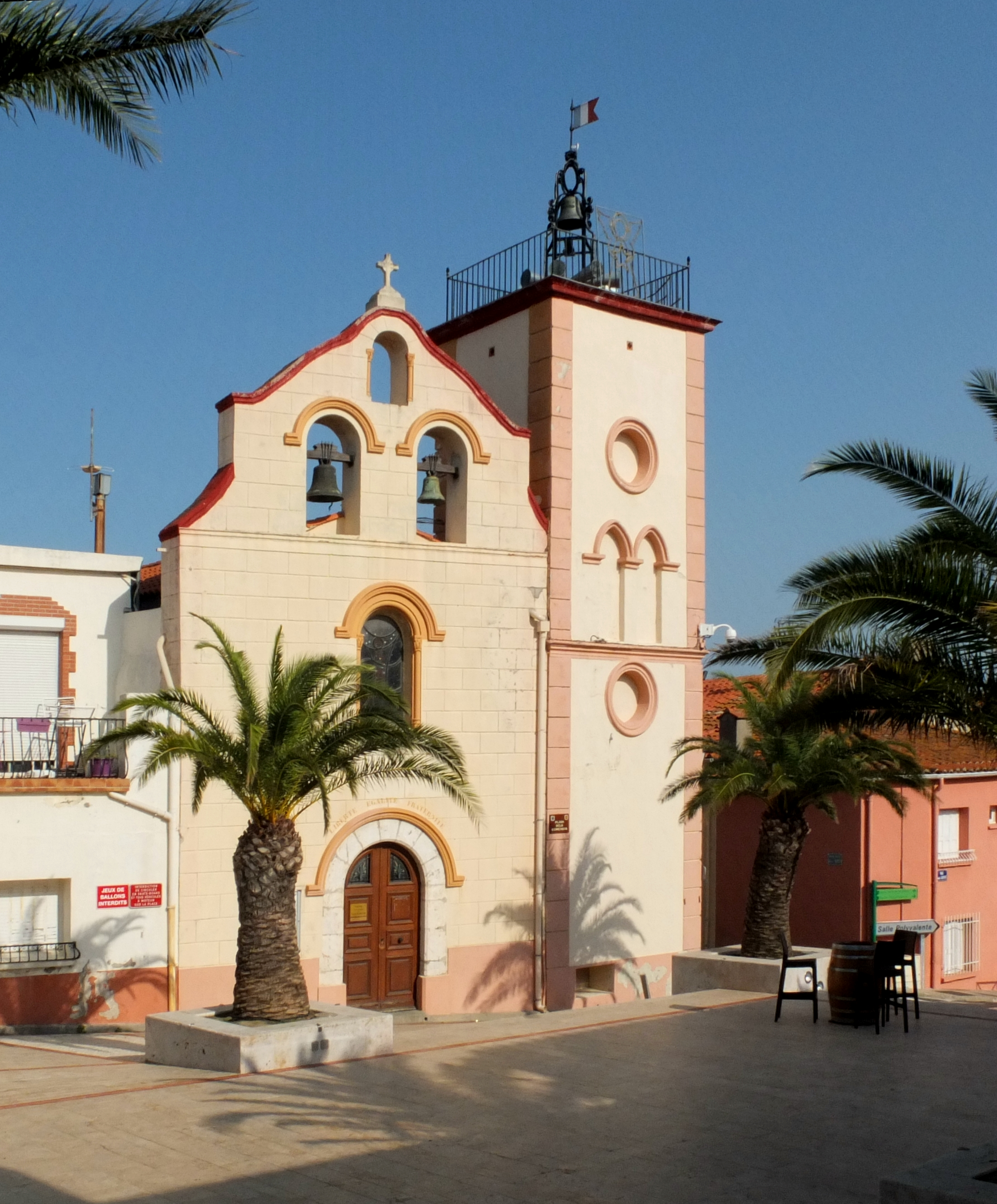
Villeneuve-de-la-Raho
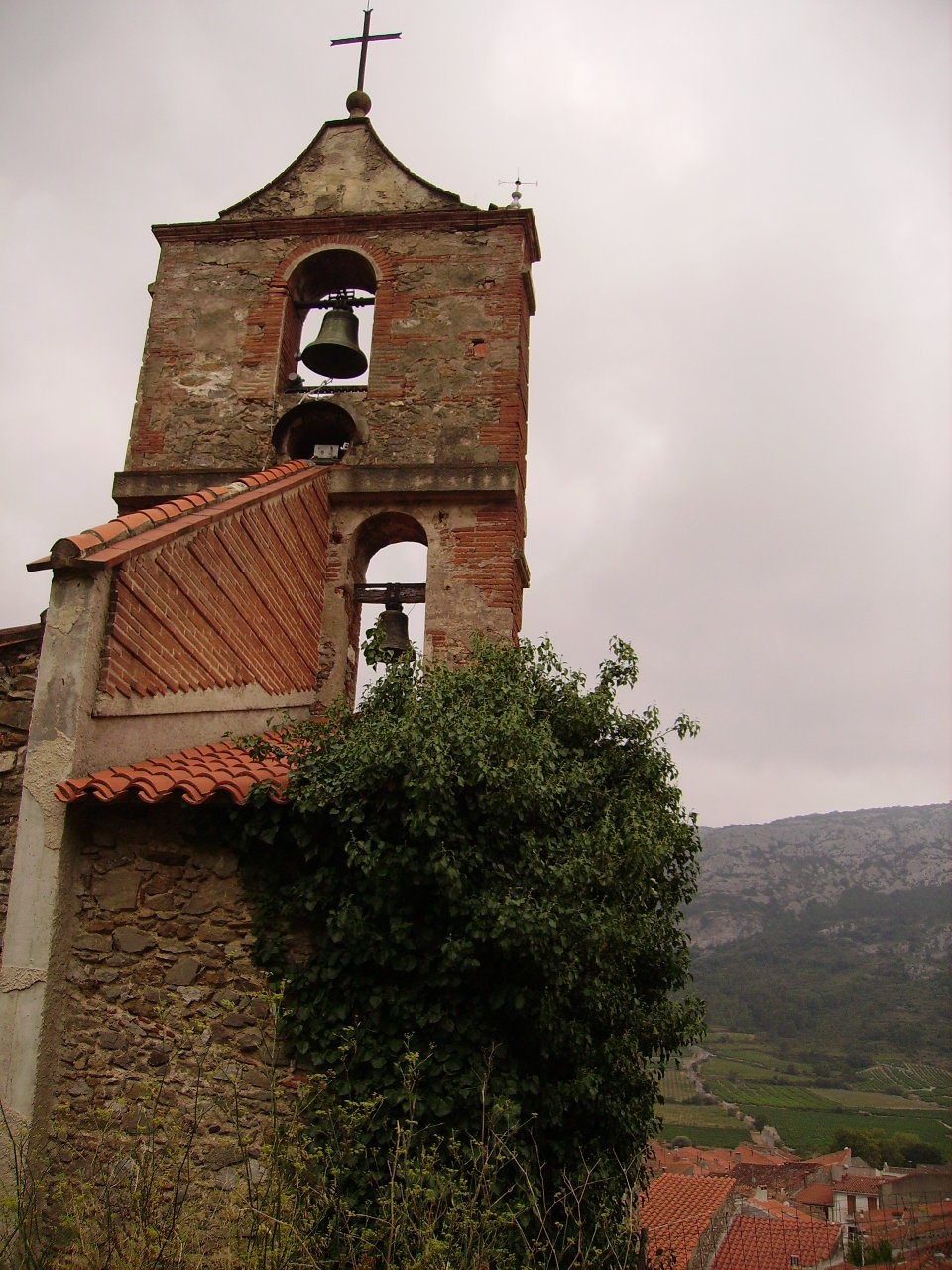
Vingrau
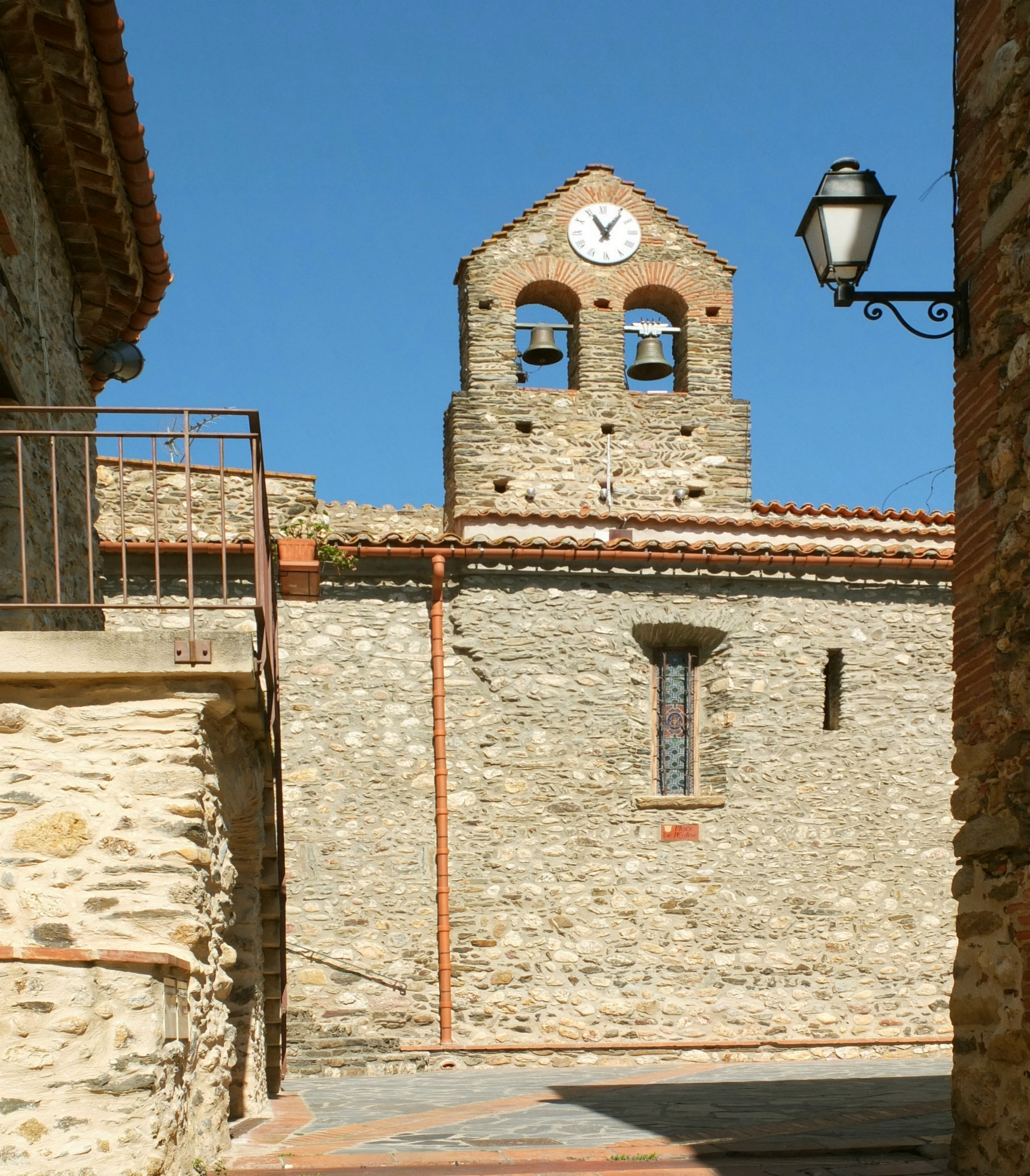
Vivès